# ادبیات زرتشتی
ادبیات زرتشتی به مجموعه متون و نوشته‌های مربوط به دین مزدیسنا اشاره دارد. کتاب دینی زرتشتی‌ها اوستا نام دارد و بدین جهت، زبانی را که این کتاب بدان نوشته شده‌است، اوستایی نامیده‌اند. جز کتاب اوستا و آثار وابسته به آن، هیچ اثر دیگری به این زبان در دست نیست و در خود کتاب اوستا اشاره‌ای به نام اصلی این زبان نشده و حتی کلمه اوستا نیز در متون اوستایی نیامده است. تنها از دوره ساسانی و در کتاب‌های پهلوی است که به کلمه اَبِسْتاگ (در عربی ابستا و در فارسی ابستا، اوستا، وستا و غیره) برمی‌خوریم. در این کتاب گاه زبان اوستا را زبان دینی نیز نامیده‌اند. معنی دقیق کلمه روش نیست، تنها احتمال داده شده که به معنی ستایش باشد. از بررسی‌های زبان‌شناسی و مقایسه زبان اوستایی با فارسی باستان از سویی و مقایسه این زبان با زبان‌های شرقی دوره میانه از سوی دیگر، مسلم می‌گردد که اوستایی زبانی متعلق شرق فلات آریایی «آریانا» بوده‌است. بنا به روایت اوستا و کتاب‌های پهلوی، همه مطلب های این کتا را اورمزد (اهوره مزدا) به زرتشت الهام و ابلاغ کرده‌است و در مورد زمان قدیم‌ترین بخش‌های اوستا به یقین نمی‌توان اظهار نظر کرد. به احتمال زیاد زرتشت از بلخ واقع در افغانستان امروزی در حدود ۱۰۰۰ سال پیش از میلاد می‌زیسته‌است. این زمان سلسله‌ای به اسم کوی (یا کی، جمع آن کیان به زبان پهلوی) از اهالی سیستان بر ایرانویچ فرمانروایی می‌کردند که آخرین شاه آن وِشتاسپَه (گشتاسب) نام داشته‌است. زرتشت در زمان وی ظهور کرد ودین خود را بر او عرضه داشت.
واژه‌ها و جمله‌های اوستایی در فرهنگ اویم، شایست نشایست، پرسشنیها، وجرکرد دینی، روایات فرنبغ سروش و غیره آمده‌است.
همه اوستا از نظر زبان یک دست نیست، بعضی قسمت‌ها دارای سبکی کهته تر و از نظر دستوری دارای زبانی است که با قواعد دستوری صحیحِ اوستا بیشتر مطابقت دارد. در برابر، در برخی بخش‌ها قواعد دستوری چندان مراعات نشده‌است. علت تفاوت زبانی میان متون اوستایی را می‌توان به دو عامل نسبت داد. یکی این که قدمت بعضی از آثار بیشتر از دسته دیگر است و دیگر این که شاید اختلاف لهجه میان این دو دسته آثار وجود داشته‌است.
اوستایی که اکنون در دست است، تنها یک چهارم کتابی است که در دوره ساسانیان وجود داشته‌است. چنین نظری مبتنی بر مقایسه‌ای است میان خلاصه‌ای از اوستای ساسانی به پهلوی که در کتاب هشتم دینکرد آمده، با آنچه اکنون موجود است. اوستای موجود شامل متونی است که خصوصاً در مراسم دینی و عبادی از آن‌ها استفاده می‌شود و آن را به پنج بخش نقسیم می‌کنند: یَسن‌ها، ویسَپَرد، وَندیداد، یَشت‌ها و خرده اوستا. از سوی دیگر، متون اوستایی را براساس ویژگی‌ها وقدمت زبانی می‌توان به دو دسته متون گاهانی و متون اوستایی متاخر تقسیم کرد.

## اوستا و تاریخ کشورهای آریایی امروز
اوستا نخستین و کهن‌ترین کتابی است که تاریخ آریایی و داستان‌های حماسی سرزمین تاربخی امروز در آن تدوین شده‌است. در این کتاب از نبرد میان عنصر نیکی و بدی — آریایی ها و دیوهای مازندران و دروغ پرستان ورَنَ (در زبان اوستایی، نام سرزمینی است).
سروده‌های اوستایی حاوی مضمون‌های ادبی است که در دوران هند و آریایی و حتی هند و اروپایی می‌توان آن‌ها را پی گرفت. شروو ساختار اصلی اشعار را به ساختار نخستین یونان، یعنی اشعار هومری، تشبیه کرده‌ است و حتی بخش‌های مختلف این دو گروه شعری مانند مقدمه یا بخش حماسی — مشتمل بر توصیف کردارهای خدایان یا انسان‌ها — را کاملاً قابل انطباق بر یکدیگر دانسته‌ است.
سنجش اوستا و ودا (کتاب مقدس هندوها) نیز از وجود پهلوان‌های مشترک ایرانی‌ها و هندوها، پیش از جدایی دو قوم از یکدیگر، حکایت دارد. پهلوانانی مانند جم و آبتین و نظایر این‌ها که برای هر یک از آن‌ها داستانی خاص تداول داشته است.
جم شخصیتی هندوآریایی و بنابر باورهای نیاکان مشترک این دو قوم، نخستین انسان و در یشت‌های کهن نخستین شاه است. در اوستا با دو تصویر ناسازگار و ناهماهنگ از این شخصیت تاریخی روبرو می‌شویم:
1. جم به عنوان نخستین شهریار که پس از گذراندن روزگاری دراز در شادکامی و خوشبختی، به سبب ارتکاب گناهی بزرگ خوشبختی خود و همه مردمان را تباه می‌سازد و در پتیارگی می‌میرد (یشت۱۹، بندهای ۳۰–۳۴).[۷]
2. جمشیدی که بنابر داستانی در بخش دیگری از اوستا (وندیداد، فرگرد ۲، بندهای ۲۰–۴۳) نقش مهمی در رستاخیز و آخرت بر عهده دارد. پس از ورود آریایی‌ها به ایران، داستان‌های دیگری نیز به این روایت‌های مشترک میان دو قوم هندی و ایرانی افزوده گشت که سینه به سینه انتقال یافت و راوی‌ها به تدریج ارتباطی معین و تا حدودی منطقی میان آن‌ها برقرار کردند و جای هر یک از پهلوانان و ترتیب تقدم و تأخر آنان را معین نمودند.[۸]

بدین ترتیب،  این تاریخ داستانی به هنگام تألیف و تدوین اوستا مورد استفاده قرار می‌گرفت و در نتیجه افسانه‌های کهن آریایی و قدیم‌ترین گزارش دربارهٔ تاریخ اساطیری و افسانه‌ای آریایی ، نخستین بار در این کتاب صورت مدون یافتند.
در اوستا نام اشخاص بسیاری ذکر شده که برخی از آن‌ها را (نظیر فهرست نام‌های مذکور در آبان یشت) بعدها، در هیچ مورد دیگری نمی‌بینیم. اما تعداد بسیاری از این اسامی و اشخاص بار دیگر در ترجمه عربی داستان‌های فارسی و در شاهنامه مشاهده می‌شوند. این مطلب حکایت از آن دارد که تدوین کنندگان این متن مقدس و قهرمان‌های اساطیری آن‌ها را، از آغاز جهان تا ظهور زرتشت، مانند تاریخی مسلسل با ترتیبی معین می‌شناختند. بررسی کتاب اوستا و ادبیات دینی به زبان پهلوی فرایند رشد و نشو و نمای این تاریخ را تا آن هنگام که در شاهکار فردوسی راه می‌یابد، نشان می‌دهد.
گاهان، سروده زرتشت، از نظر سبک، کهن‌ترین بخش اوستا به‌شمار می‌آید اما یشت‌ها که مجموعه‌ای از سرودهایی در ستایش برخی ایزدان پیش-زرتشتی است، از دورانی بسیار پیشتر از زرتشت بر جای مانده‌است.
گرچه سرایش آن‌ها در شکل کنونی ممکن است پس از روزگار زرتشتی بوده باشد، ناگفته نماند که نسخه موجود یشت‌ها رنگ و صبغه زرتشتی دارد، اما پیداست که این افسانه‌ها در روزهای شرک و بت‌پرستی و نیز در دوره پهلوانی پیش از زرتشت در ایران نواحی شرق محبوبیت داشته‌اند. در این اسطوره‌ها و تاریخ که سراینده‌های ناشناس یشت‌ها سروده‌اند و خنیاگرهای دوره‌های مختلف سینه به سینه انتقال داده‌اند، هسته و چهارچوب کلی تاریخ روایی ملی و حماسه ملی ایران و پی آیی شخصیت‌ها با ترتیبی زمانی بیان شده است.
در اوستا نام اشخاص بسیاری از تاریخ ایران ذکر شده که برخی از آن‌ها را (نظیر فهرست نام‌های مذکور در آبان یشت) بعدها، در هیچ مورد دیگری نمی‌بینیم. اما تعداد بسیاری از این اسامی و اشخاص بار دیگر در ترجمه عربی داستان‌های فارسی و در شاهنامه مشاهده می‌شوند. این مطلب حکایت از آن دارد که تدوین کنندگان این متن مقدس و قهرمان‌های اساطیری آن‌ها را، از آغاز جهان تا ظهور زرتشت، مانند تاریخی مسلسل با ترتیبی معین می‌شناختند. بررسی کتاب اوستا و ادبیات دینی به زبان پهلوی فرایند رشد و نشو و نمای این تاریخ را تا آن هنگام که در شاهکار فردوسی راه می‌یابد، نشان می‌دهد.
گاهان، سروده زرتشت، از نظر سبک، کهن‌ترین بخش اوستا به‌شمار می‌آید اما یشت‌ها که مجموعه‌ای از سرودهایی در ستایش برخی ایزدان پیش-زرتشتی است، از دورانی بسیار پیشتر از زرتشت بر جای مانده‌است.
پس از تدوین بخش‌های مختلف یشت‌ها که مشحون است از داستان‌های حماسی و ملی ایران، دنباله این روایت‌ها یک باره قطع نشده و از شمال شرق و مشرق ایران در سایر نقاط ایران رواج یافته و به صورت تازه‌ای درآمده و عناصر ساسانی و اسلامی دیده می‌شود. برای نمونه از داستان هخامنش نیای شاه‌های هخامنشی می‌توان یاد کرد که بنابر گزارش آئلیان، مورخ یونانی، شاهینی او را تربیت کرده و در شاهنامه همین مضمون در داستان زندگی پدر رستم که او را سیمرغ پرورده‌است، دیده می‌شود و با شباهت بساری که میان داستان زندگی کوروش و کیخسرو و حتی مضمون شباهتی چون انتقام گرفتن آن‌ها از جد مادری شان به چشم می‌خورد.

### تاریخ اوستایی
دوره حماسی کیانی ادبیات برجسته‌ترین دوران پهلوانی را در روایت‌های آریایی در بر می‌گیرد. این ادبیات احتمالاً ریشه در شعرهایی داشته که در ستایش دلاوری‌ها و ماجراهای پادشاه‌های کیانی بوده و خنیاگرانی که به دربارهای ایشان آمد و شد می‌کردند، آن‌ها را می‌خواندند. گرچه سندی تاریخی یا مدرکی تأییدکننده برای رویدادهای این دوره و تاریخ، یا میهن دقیق کیانیان در دست نداریم، اما دلیلی برای تردید در درستی اساس کرده‌های ایشان آنگونه که در اوستا، یا بعدها در شاهنامه، روایت شده‌است، در دست نیست. با مطالعه تطبیقی ادب پهلوانی به درک و دریافتی از محیط و ماهیت انتقال افسانه‌های کیانی می‌توان دست یافت.
از خلاصه‌ای که دینکرد از اوستا به دست می‌دهد، آشکار است که داستان‌های کیانی کم و بیش به صورتی که بعدها در خدای نامه آمده، در اوستا وجود داشته‌است.
گسترش آیین زرتشتی از عوامل مهم توسعه و تعمیم این داستان‌ها بوده و به ویژه داستان‌های نقاط دیگر، پس از پذیرش این کیش، به صورت داستان‌های دیویَسنان و فرهنگ مطرود درآمده و به سرعت نابود شده‌است. چنان‌که هنگام به شاهی رسیدن ساسانیان از تاریخ خود، کم و بیش همان مطالبی را می‌دانستند که بعدها در خدای نامه ثبت شد و بازنمون آن در شاهنامه دیده می‌شود.
تاریخ حماسی روزگار پیش از زرتشت، در این مجموعه به دو بخش تقسیم شده‌است: در بخش نخست با اساطیری روبرو می‌شویم که صبغه تاریخ به خود گرفته‌است و در بخش دوم به داستان‌های مرتبط با کیانیان پرداخته شده‌است. کریستن‌سن داستان کیانیان را در اوستا، تاریخ فلات آریایی شرقی می‌داند که با تصوری افسانه‌ای پرداخته شده‌است.
در یشت‌ها از هشت کوی، به شرح زیر نام برده شده‌است: کی قباد، کی اپیوه، کی کاووس، کی آرش، کی پشین، کی ویارش، کی سیاوش، و کی خسرو (یشت ۱۳، بند ۱۳۲؛ یشت ۱۹، بند ۷۱).
این سلسله شاهی که نام آن‌ها همواره با لقب کی (=کوی، یعنی شاه در ایران شرقی) همراه می‌آید شخصیت‌هایی اند که نخستین بار رنگ تاریخی به افسانه‌های حماسی می‌دهند. در داستان‌های پراکنده‌ای که در یشت‌ها نقل شده‌است، طرحی از نوعی ترتیب تاریخی مشاهده می‌شود. پس از داستان‌های مربوط به هشت کوی نام برده، خلأیی دیده می‌شود تا هنگام ظهور زرتشت که در آن هنگام زمام امور در دست چند کوی به صورت ملوک الطوایفی است و گشتاسب حامی زرتشت یکی از آن چند شاه است.
روحانی‌هایی که به آئین زرتشت گرویدند به هنگام استنساخ یشت‌ها، سروده‌هایی به شیوه شعرهای حماسی باستان سرودند و ضمن آن چگونگی گسترش آئین زرتشت و کارکیایی‌های گشتاسب را شرح دادند و سروده‌های حماسی پیش از زرتشت را نیز بر آن‌ها افزودند و به تلفیق عقاید پیش-زرتشتی و زرتشتی پرداختند. پس از ظهور زرتشت آخرین دوره حماسی با دلاوری‌های گشتاسب و پسرش اسفندیار و برادرش زریر، و پسر زریر - بستور - در نبرد علیه دشمنان آیین نو آغاز می‌شود (یشت ۱۷). عصر گشتاسب پایان دوره از تاریخ جهان و آعاز دوره‌ای دیگر است. پیش از او، هشت کوی یاد شده، پیوسته با ترتیبی معین آمده‌اند. تسلسل و جانشینی فرمانرواهای دوره‌های نخستین و پهلوان‌ها بنابر ترتیبی که در کتاب اوستا به هنگام اجرای مراسم یزش و قربانی کردن برای ایزدان از آنان نام برده می‌شود تا حدودی تثبیت شده‌است. به نظر کریستین سن، نوعی برداشت کیهانی، در ورای این نظم و توالی تاریخی که طی آن نخستین تاریخ جهان و سپس تاریخ ایران، از آغاز تا ظهور زرتشت، مطرح شده‌است، دیده می‌شود.
تاریخ شش هزار ساله این جهان با آمدن زرتشت به دو دوره سه هزار ساله بخش می‌شود. ناگفته نماند که پیش از پیدایش این جهان سه هزار سال از عمر عالم گذشته بود و هزاره آخر آن با آفرینش و مرگ کیومرث، نمونه نخستین انسان مشخص شده‌است.
هزاره نخست تاریخ جهان با شهریاری جم آغاز می‌شد اما بعدها هوشنگ و تهمورث مقدم شمرده شدند و هزاره نخست به دوران پادشاهی این سه تن بخش شد. هزاره بعدی، هزاره شوم ضحاک است و هزاره سوم با شهریاری فریدون آغاز می‌شود. در یشت‌ها پس از فریدون، از گرشاسب نام برده می‌شود که به نظر می‌رسد در شمار شاهان به حساب نمی‌آید. پس از او شاهی هشت کوی یاد شده‌است تا پادشاهی گشتاسب و ظهور زرتشت و هزاره سوم به پایان می‌رسد. در پایان هر هزاره از دوران سه هزار ساله فرجامین یکی از سوشیانت‌ها که از تبار زرتشت اند، ظهور می‌کند تا ستیزه نهایی میان نیک و بد را به فرجام رسانند.
در یشت سیزدهم (فروردین یشت) از فروهرهای همه پاکان از کیومرث تا زمان سوشیانت یاد شده و بدین طریق تصویری از این برداشت تاریخ جهان ارائه شده‌است و در یشت نوزدهم (زامیاد یشت) تاریخ اجمالی پادشاهی آریا تبار آمده‌است که دارمستتر آن را با تلخیص شاهنامه برابر می‌داند. در یشت نه، پانزده و هفده و نیز در متن متاخز اوستایی ائوگمدثه‌چه (به معنی «بر زبان می‌آوریم، بیان می‌داریم») اشارت پراکنده‌ای به شخصیت‌های تاریخ ملی ایران شده‌است.
در اوستای مکتوب دوره ساسانی که به صورت سه کتاب بزرگ تدوین شده و هر یک شامل هفت نَسک (بخش) بود، آگاهی بیشتری دربارهٔ این مطالب وجود داشت. خلاصه‌ای از این بیست و یک نَسک در کتاب هشتم و نهم دینکرد و خلاصه‌ای از تاریخ اساطیری آریانا در کتاب هفتم دینکرد به زبان فارسی میانه آمده‌است. از مطالب دینکرد چنین برمی آید که دامداد نسک و چهرداد نسک و سودگر نسک از اوستای کهن اختصاص به مسایل آفرینش، رستاخیز و کارنامه پهلوان‌های ملی داشته‌است. فهرستی از نام‌های همه پادشاهان پیشدادی و کیانی به همان ترتیبی که بعدها در منابع اسلامی ظاهر می‌شوند در چهردادنسک وجود داشته که خلاصه آن در دینکرد (کتاب هشتم) آمده‌است.
در یشت‌های آغازین که دیرتر از گاهان تصنیف شده‌اند اما پایه و اساس آن‌ها کهن تر از سرودهای گاهانی است، این شاهان و پهلوانان غالباً اساطیری ضمن عبارت‌های کلیشه‌ای معرفی شده‌اند که به ایزدان گوناگون یزش می‌برند و برای آن‌ها قربانی می‌کنند و یاری آن‌ها را برای رسیدن به هدفی خاص یا فایق آمدن بر مشکلی، که به اختصار بیان شده‌است، طلب می‌کنند. این عبارات در چند یشت متفاوت یا چندین بار در یک یشت آمده‌است. داستان‌هایی که در یشت‌ها آمده، معمولاً بسیار کوتاه است و تا پایان بیان نگردیده بلکه فقط اشاراتی ضمنی به آن‌ها شده و بیشتر به صورتی چنان مبهم است که برای ما نامفهوم باقی می‌ماند مگر آنکه با ظهور دوباره در شاهنامه یا ادبیات پهلوی روشن شود.
مشخص است که به هنگام نوشتن یشت‌ها این داستان‌ها آنچنان شناخته بودند که اشاره‌ای برای به خاطر آوردن آن‌ها بسنده بوده‌است. برای نمونه:
داستان خلاصه‌ای مثل پااوروه که روشن نیست چرا فریدون او را به شکل کرکس درآورد یا داستان آرش کمانگیر که در تیشتر یشت (بند ۶) تنها در تشبیهی بدان اشاره شده‌است. اما روایت کامل تر آن را در مآخذ پهلوی و فارسی در دست داریم. فقدان جزئیات در داستان‌های یشت‌ها به توضیح متفاوت بازمی‌گردد:
1. نظر کریستن‌سن مبنی بر آنکه جزئیات گمشده در دیگر بخش‌های اوستا، که امروز در دست نیست، وجود داشته و از طریق متن‌های زرتشتی که به سه بخش اوستا تعلق داشته و ما اکنون در دسترس نداریم، به فارسی میانه رسیده‌است.[۲۸]
2. نظر بویس دربارهٔ حلقه پهلوانی کیانیان و وجود ادبیات روایی غیر دینی سرگرم‌کننده‌ای که از طریق آن، حلقه‌های داستانی و پهلوانی با تداوم پیوسته‌ای از زمان گشتاسب تا دوران ساسانیان منتقل شده و نیاز به تکرار مشروح داستان‌ها در یشت‌ها نبوده‌است.[۲۹]

گرشویچ نظر کریستن‌سن را تا آنجا می‌پذیرد که بخشی از فرهنگ اوستایی فقط در نوشته‌های زرتشتی به زبان فارسی میانه باقی مانده‌است و نویسنده‌های آن‌ها بیشتر مطالبی را که در اوستا می‌خوانیم، تکمیل می‌کنند. اما آگاهی‌های بیشتری که گزارشگرهای پهلوی زبان دربارهٔ دوره کیانیان نقل کرده‌اند الزاماً به بخش‌های گمشده اوستا بر نمی‌گردد: بخشی از این آگاهی‌ها ممکن است از آن حلقه داستانی اخذ شده باشد که خنیاگران ساسانی سینه به سینه نقل می‌کرده‌اند و تا اندازه‌ای در شاهنامه نیز بر جای مانده‌است. حتی در دوره‌های کهن احتمال دارد که نویسندگان روحانی زرتشتی گه گاه از شاعرهای درباری الهام گرفته باشند و شاید هم شعرای درباری از آنچه روحانی‌ها قرائت می‌کرده‌اند تأثیر پذیرفته باشند؛ بنابراین می‌توان حدس زد که در تدوین یشت‌ها سنت‌های گوناگون دینی و ادبی در کار بوده‌است. اصولاً نقل روایت‌ها و اساطیر کهن به اختصار و به صورت پند و اندرز و تمثیل در کتاب‌های مقدس مانند ودا و آثار پیامبرهای بنی اسرائیل نیز رایج بوده‌است.
در فصل‌های نه تا یازده یسنا و در فرگرد دوم وندیداد بخش‌های بسیار کهن دیگری در ارتباط با افسانه‌ها و اسطوره‌های روزگار بیش از زرتشت مشاهده می‌شود. سه فصل نام برده یسنا، یشتی دربارهٔ هوم. تجسم ایزدینه افشره هستی بخش گیاه هوم، را در بر می‌گیرد. افسانه ضحاک و فریدون (یسن ۹، بند ۷) و افسانه ثریته از خاندان سام و دو پسر او اورواخشیه (هیربد و قانونگذار) و گرشاسب (پهلوان نیرمند و دارنده گرز با گیسوان مجعد و نمونه آریایی هرکول؛ یسن ۱۹، بندهای ۹–۱۰) نمونه‌هایی از افسانه‌های اوستایی اند که به عصر هندوآریایی می‌رسند.
در اوستا از هوشنگ، کشنده دیوها و براندازنده دشمنهای دین و آئین در سرزمین مازندران، نام برده شده‌است که پیشداد به معنای «نخستین آفریده» لقب دارد یا از تهمورث که اهریمن را به هیئت اسبی درآورده بود و سی سال بر پشت او گرد جهان می‌گشت (یشت ۱۹، بند ۲۶–۲۹).
در یشت‌ها از افراسیاب پادشاه تورانی و کشته شدن سیاوش به دست او یاد شده‌است (یشت ۱۹ُ، بند ۷۷؛ یشت ۱۷، بند ۴۲). افراسیاب سرانجام به دست ایزدهوم گرفتار می‌شود (یشت ۱۷، بندهای ۳۷–۳۹). حماسه کیانیان (کیان جمع کی و معادل با واژه کویان است) که بخش‌هایی از آن، به صورتی پراکنده، در یشت‌ها بازمانده‌است، با پیروزی کیخسرو و گرفتن انتقام خون پدر از جد مادریش، افراسیاب، پایان می‌پذیرد (یشت ۱۹، بندهای ۷۳–۷۷).
می‌توان گفت که در مجموع شخصیت‌های اساطیری و داستانی اوستایی و به‌طور کلی داستان‌های نقل شده در کتاب اوستا از ریشه هندوآریایی اند و به دوران بسیار کهن نیاکن مشترک هندی‌ها و آریایی ها بازمی‌گردند و پس از جدایی این دو قوم از یکدیگر داستان‌ها و شخصیت‌های داستانی بومی نیز به این مجموعه افزوده شده‌است.
داستان جم
جم به عنوان نخستین مرد نخستین میرنده نیز محسوب می‌شد از اینرو در آرای هندی‌ها فرمانروای جهان مرده‌ها شده‌است. در ورای روایت‌های آریانایی به پنداره‌ای برمی‌خوریم که همانندش در فرهنگ عامیانه مردم‌ابتدایی نیز به چشم می‌خورد. نخستین مرد در آغاز برای جاودانگی و نامیرایی آفریده شده بود؛ ولی این افسانه ابتدایی تحولی دوجانبه پیدا کرده‌است. در اوستا نیز دو تصور ناسازگار و ناهماهنگ از این شخصیت افسانه‌ای می‌بینم. در این کتاب، جم، نخستین مرد نیست، بلکه اولین پادشاه جهان است. پدر او وی‌وهنت نخستین کسی است که افشره گیاه هوم را برای جهان مادی تهیه کرد و به پاداش، پسرش جم بدو ارزانی شد که شهریار و خوب‌رمه و خورشیددیدار لقب دارد. بنابر افسانه اصلی پادشاهی او که هزار سال انجامید زورگار بی مرگی یا بهشت این جهانی بود؛ ولی این روزگار شادکامی و خوشبختی صرف سرآمد.
برای چنین فرجام شوم و اندوهباری تنها یک توجیه می‌توان یافت. جمشید به علت ارتکاب گناهی بزرگ خوشبختی خود و همه مردم‌ها را تباه ساخت. افسانه جم آنچنان‌که در یشت ۱۹، بندهای ۳۰–۳۴ آمده‌است، چنین است. فر شاهی مزدا آفریده به جم پیوست:
- به گاه شاهی او جانوران و مردان هر دو بی مرگ و بی زحمت بودند، خورش و آشامش زوال ناپذیر بود، آب و گیاهان فراوان و تمام نشدنی بود.
- به هنگام شاهی او
- نه سرما بود نه گرما
- نه پیری بود نه مرگ
- و نه رشک دیوآفریده
- تا زمانی که جم خوب رمه‌پسر و یونگهان شاه بود
- پدر و پسر چونان که برناهای پانزده ساله هر دو با هم می‌گشتند
- این چنین بود تا اینکه او در فرجام
- دروغ را به دل خود راه داد
- چون او دروغ را به دل خود راه داد
- فر آشکارا به پیکر مرغی از او بگسست
- پس جمشید خوب‌رمه
- ناکام و بی آرام همی گشت
- او بازگون به جهت دل بداندیش خود
- از پی نهانگاهی در جهان همی گشت.

فر شاهی ۳ بار به صورت مرغی جمشید را ترک گفت، بار نخست ایزدمهر، بار دوم فریدون و بار سوم گشتاسب نریمان آن را گرفت و سیپیتوره که اهرمن (مینوی پلید) او را از پی جم فرستاده بود، جمشید را گرفته به دو نیم کرد و این چنین جم در پتیارگی بمرد. نکته جالبی از داستان جم در نخستین بخش فرگرد دوم وندیداد (۱–۱۹) به صورت شعری بس آشفته و مغشوش بازگو شده‌است. روایت وندیداد گزارشی از اوضاع و احوالی است که چندین بار در دوران ماقبل تاریخ رخ داده و سرانجام به مهاجرت دسته جمعی جمشید به فرمان اهوره مزدا با افزارهای جادویی سه بار زمین را که از بهر مردم‌ها، جانورها و آتش‌های مقدس تنگ شده بود، فراخ کرد.
در بخش دیگر روایت رستاخیز و آخرت به عهده جمشید واگذار شده‌است. اهوره مزدا در انجمنی از ایزدان و بهترین مردان، جم را از رسیدن زمستانی مرگبار که جهان آلوده استومند را نابود خواهد کرد آگاه می‌کند و او را فرمان می‌دهد و می‌آموزد که وَری بسازد (این ور که جایگاهش در گزارش قید نشده و نوعی پناهگاه دست نیافتنی است) و مایه و اَخیج جهان فرشگرد یعنی مردمان، جانوران، گیاهان و برگزیده‌ترین نمونه همه دام‌ها و آتش‌های سرخ را از آن جایگاه بازآورد. در این روایت ساکنان وَرِجَمکرد (پناهگاهی که به دستور جمشید ساخته شده‌است) از بی مرگی و سعادت مطلق برخوردارند و آنانند که پس از پایان زمستان پرگزند از نو جهان را پرخواهند کرد.
این افسانه که در زمان‌های بعدی استنساخ شده و پر از تحریف‌ها است و در سرتاسر ان وزن اصلی شعر اوستایی جز در مواردی نادر رعایت نشده و قدمتش از افسانه دیگر کم‌تر نیست. اندیشه ویرانی یکسره جهان به وسیله زمستانی سخت و وحشتناک در سرزمین‌های شمالی به وجود آمد و از همین نواحی است که مهاجرت‌های آریایی در ترکستان و سییری جنوبی که زمستان‌های بس دراز دارند، آغاز شده‌است.

## اوستای گاهانی
متون گاهانی شامل گاهان (یا چنان‌که در فارسی مصطلح شده «گات‌ها» یا گاثَاها)، یسن‌های هَپتنگهایتی و چهار دعای مذکور در یسن ۲۷ است.
گاهانگاهی جمع گاه (در اوستا گاثا به معنی سرود) قدیمی‌ترین بخش از اوستا و کهن‌ترین اثر ادبی آریایی است که بر جای مانده‌است. سراینده این سروده‌ها خود زرتشت است، چنان‌که در شش تا از گاهان سراینده به عنوان اول شخص از خود یاد می‌کند. گاهان مشتمل بر ۱۷ سرود است که در اوستای کنونی در میان یَسن‌ها قرار دارد و یسن‌های ۲۸ تا ۳۴ و ۴۳ تا ۵۱ و ۵۳ را تشکیل می‌دهد. این سرودها نه تنها از نظر ادبی، بلکه از نظر جهت دربرداشتن تفکرات نوین آن روزگارها اهمیت بسزایی دارد و نشان دهنده عقیده‌های اصلی زرتشت است. در گاهای خدای مطلق اهُورَه مَزدا است و جلوه‌های خاص او امشاسپندان اند و در مقابل، روح مخرب یا اهرمن قرار دارد. متأسفانه به سبب دشواری این سرودها هنوز نمی‌توانیم کاملاً اطمینان پیدا کنیم که آنچه را پیامر آریایی در حدود ۱۰۰۰ سال پیش از میلاد بیان کرده‌است، خوب دریافته‌ایم. دشواری سروده‌های زرتشت تنها به سبب وجود تعداد بسیاری لغت ناشناخته نیست، بلکه مشکل اساسی عدم آشنایی کامل ما با اندیشه‌های او است. زبان شهر نیز خود بر پیچیدگی مطلب می‌افزاید. مشکل‌های دستوری نیز در این امر بی تأثیر نیست. زبان اوستایی زبانی است که در آن، علاوه بر فعل‌ها، اسم‌ها و صفت‌ها و ضمیرها نیز در حالات مختلف نحوی صرف می‌شوند و بعضی حالت‌های صرفی پسوندهای یکسانی می‌گیرند؛ بنابراین ممکن است به یک لغت در جمله چندین محل نحوی داد تا آنجا که مثلاً اسمی را دانشمند اوستاشناسی در یک حالت صری به‌شمار آورده و همان واژه را محققی دیگر در حالتی دیگر دانسته‌است. در نتیجه، دانشمندهای اوستاشناس جز در این موارد نادری دربارهٔ معنی و مفهوم این سرودها، اتفاق نظر ندارند. دو متخصص ممکن است یک شعر را به دو گونه ترجمه کنند که هیچ‌کدام بر دیگری مزیتی نداشته باشد. با این همه، مشکل‌های لغوی و صرف و نحوی گاهان سبب آن نمی‌شود که لطف و زیبایی آن دسته از سرودهایی را که معنی آن‌ها بر ما روشن است، انکار کنیم، خصوصاً هنگامی که گاهان را با آنچه از شعر هندوایرانی آن زمانی (مانند سروده‌های ودایی و یشت‌ها) باقی‌مانده مقایسه کنیم، بیشتر به بدیع بودن گاهان پی می‌بریم. ترجمه گاهان به زبان پهلوی در دست است و در مواردی نادر می‌تواند به فهم بهتر گاهان کمک کند، زیرا در عهد ساسانی به سبب گذشت زمان، فهم زبان گاهان برای موبدان زرتشتی دشوار و گاه ناممکن بوده‌است.
از نظر ساختمان، شعر گاهان شباهتی به شعرهای ودایی دارد. هر سرود دارای بندهایی است و هر بندی بیت‌هایی را با تعداد ثابتی هجا دربردارد. گاهان را به پنج بخش تقسیم کرده‌اند و هر یک از بخش‌ها دارای فصولی است که به پهلوی «هات»، یا «هاد» (مشتق از واژه اوستایی «هایتی») و به فارسی «ها «نامیده می‌شود. نام این پنج گاهان که از نخستین کلمه‌های هر بخش گرفته شده و همه صورت پهلوی دارند، عبارتند از:
1. اَهُورنَوَد[Latin ۴۰] (یسن ۲۸ تا ۳۴) دارای هفت «ها» (فصل) به ترتیب مشتمل بر ۱۱، ۱۱، ۱۱، ۲۲، ۱۶، ۱۴ و ۱۵ بند است. در این بخش‌بندهای شعری شامل سه بیت ۹ + ۷ هجایی است.[۴۲]
2. اُشتَوَد[Latin ۴۱] (یسن ۴۳ تا ۴۶) دارای چهار «ها» به ترتیب مشتمل بر ۱۶، ۲۰، ۱۱، ۱۹ بند است. در این بخش‌بندهای شعری شامل پنج بیت ۷ + ۴ هجایی است.[۴۳]
3. سپَنتمَد[Latin ۴۲] (یسن ۴۷ تا ۵۰) که دارای چهار «ها» به ترتیب مشتمل بر ۶، ۱۲، ۱۲ و ۱۱ بند است. در این بخش‌بندهای شعری شامل چهار بیت ۴ + ۷ هجایی است. مشتمل بر ۱۶، ۲، ۱۱، ۱۹ بند است. در این بخش‌بندهای شعری شامل پنج بیت ۷ + ۴ هجایی است.[۴۴]
4. وُهُوخشَتر[Latin ۴۳] (یسن ۵۱) که داری یک «ها» و ۲۲ بند است. در این بخش‌بندهای شعری شامل سه بیت ۷ + ۷ هجایی است.[۴۵]
5. وَهیشتو یشت[Latin ۴۴] (یسن ۵۳) که دارای یک «ها» و ۹ بند است. در این بخش دو بند از بندهای شعری دارای چهار بیت ۵ + ۷ هجایی و دو بند بعدی دارای دو بیت سه پاره‌ای ۵ + ۷ + ۷ هجایی است.[۴۶]

هپتنگهایتی
- هَپتَنگهایتی یا یَسن‌های هفت فصل، یسن‌های ۳۵ تا ۴۱ را تشکیل می‌دهد و به نثر است و پس از گاهان قدیمی‌ترین بخش اوستا است.[۴۷]

## اوستای متاخر
اوستای متاخر شامل قسمتی از یسن‌ها، ویسپَرَد، خرده اوستا (نیایش، گاه، سی روزه، آفرینگان)، یشت‌ها، وندیداد، هادّخت نسک، اَوَگَمَدَیچا، وثانسک، آفرین پیغامبر زرتشت و وِشتاسپ (گشتاسب) یشت است و پنج ششم از کتاب دینی زرتشتیان را تشکیل می‌دهد. در این بخش‌های اوستا با دین زرتشتی متاخرتر روبرو هستیم. پس از زرتشت و شاید در همان زمان او، بسیاری از عقاید قدیم آریایی وهندوآریایی که در نیایش‌ها و آیین‌ها و آیین‌های دینی خداهای قدیم منعکس بود، همراه با اسطوره‌ها و افسانه‌های این خداها یا آئین‌های دینی پیش از زرتشت با عقیده‌های این پیامر درآمیخت و از آن متون اوستایی متاخر حاصل شد. ایجاد این تلفیق بر اثر گسترش دین زرتشتی در نواحی مختلف ایران بوده‌است. برخی بر آن هستند که پس از زرتشت با گفته‌های او آمیخته شد، اصولاً مقبول زرتشت نبوده‌است و فقط علاقه و پای بندی به سنت قدیم، روحانیون پیرو او را بر آن داشته تا این فکرها را با عقیده‌های او بیامیزد. اما از سوی دیگر، عدم ذکر نام خداهای قدیم هندوایرانی و آئین‌های پرستش آنان در گاهان دلیل قطعی برای مخالفت زرتشت با این افکار نیست. زرتشت در گاهان بر آن است که اصول عقاید و نوآوری‌های خویش را بیان کند و آنچه مد نظر داشته، احتمالاً تغییر نظر و طرز اندیشه مردم نسبت به عالم الوهیت است، نه خاصه دخالت در آیین پرستش خداها، جز مواردی که پسند او نبوده‌است مانند قربانی‌های بیدادگرانه و افراطی. در نظر او اَهورَه مَزدا برترین خدا است که در میان شش امشاسپند قرار دارد. خداهایی که زرتشت آن‌ها را طرد کرده‌است. دَیوَه‌ها (دیوها) هستند که دسته‌ای از خداهای هندوایرانی به‌شمار می‌روند. پرستش این‌ها هرگز جایی در آئین زرتشتی پیدا نکرد و «دیوها» به حد قوای اهریمنی و شیاطین نزول کردند. اگر زرتشت با پرستش خداهایی همچون مهر یا با مراسمی همچون فشردن هوم و غیره مخالفت اساسی داشت، این‌گونه خداها و آئین‌ها مشکل می‌توانستند زمانی پس از او در قلب دین زرتشتی، که از محافظه کارترین دین‌ها است، راه یافته باشند. اوستای متاخر همچنینی شامل دعاها و ذکرهایی است که پس از زرتشت تألیف شده‌است.
دربارهٔ تاریخ تألیف و تدوین اوستای متاخر نمی‌توان به قطعیت اظهار نظر کرد. احتمالاً قدیمی‌ترین بخش‌های آن یعنی یشت‌های کهن، به صورتی که اکنون در دست است، در قرن نهم یا هشتم پیش از میلاد، حدود یک قرن پس از گاهان، تألیف و تدوین شده‌است.

### یسن‌ها
یَسن تحت اللفظی به معنی «پرستش و نیایش» و از نظر اشتقاق لغوی با کلمات جشن و ایزد فارسی هم ریشه است. گاهان و یَسن‌های هفت فصل در میان یَسن‌ها قرار دارند؛ بنابراین، با محاسبه این بخش‌ها تعداد یسن‌ها ۷۲ تا است و اگر این بخش‌های قدیم تر را جداگانه به‌شمار آوریم، تعداد آن‌ها ۳۸ تا است. همه یسن‌ها را در روحان، با عنوان زوت و راسپی، در مراسم دینی یَسنا (یَزِش) که طی آن شیره گیاه مقدس هوم فشرده می‌شود و با شیر دعا خوانده مخلوط می‌گردد، می‌خوانند. مطالب یشن‌ها به‌طور کلی از این قرار است:
- یسن ۱ تا ۸ شامل ذکر ایزدهایی است که به شرکت در مراسم یسنا خوانده می‌شوند و نثارهایی که به آن‌ها تقدیم می‌گردد.[۵۰]
- یسن ۹ تا ۱۱ هوم یَشت نامیده می‌شود. در یسن ۹ که به صورت گفتگویی میان اَهورَه مَزدا و زرتشت است، به توصیف و اهمیت شیره گیام هوم و ذکر کسانی که به فشردن این گیاه و فراهم آوردن شیره آن برای مراسم یسنا پرداخته‌اند و پسری که به پاداش آن به هر یک اعطا شده‌است، اختصاص دارد: ویوَنگهان پدر جمشید، آثویَه[Latin ۴۵] (اَثفیان) پدر فریدون، ثریتَه[Latin ۴۶] (اثرط) پدر اُورواخشیَه[Latin ۴۷] و گرشاسب و پورشسب پدر زرتشت. یَسن ۱۰ در ستایس هوم و یسن ۱۱ شامل نفرین گاو و اسب و هوم بر کسانی است که مطابق آیین با آن‌ها رفتار نمی‌کنند و دربارهٔ سهمی است که از نثار مراسم یَسنا به ایزد هوم اختصاص دارد.[۵۱]
- یسن ۱۲ و ۱۳ شامل دعای اقرار به دین مزدیسینی (زرتشتی) است و مختصات زبانی اوستای گاهانی را دارد.[۵۲]
- یسن ۱۴ تا ۱۸ دعاهایی است متضمن نام ایزدها.[۵۳]
- یسن ۱۹ تا ۲۱ بغان یَشت نام دارد و تفسیری است بر سه دعای معروف.[۵۴]
- یسن ۲۲ تا ۲۶ دعاهایی است متضمن نام ایزدها.[۵۵]
- یسن ۲۷ متن دعاهای سه‌گانه مذکور در یسن‌های ۱۹ تا ۲۱.[۵۶]
- یسن ۲۸ تا ۳۴. نگاه کنید به گاهان.[۵۷]
- یسن ۳۵ تا ۴۱. نگاه کنید به یسنای هَپتنگهایتی.
- یسن ۴۲ در ستایش عنصرهایی است که در آیین یسنا مانند هوم، شیر، گوشت، آب و گیاه به کار می‌روند.[۵۸]
- یسن ۴۳ تا ۵۱. نگاه کنید به گاهان.
- یسن ۵۲ در ستایش اَشه (راستی) است.[۵۹]
- یسن ۵۳. نگاه کنیه به گاهان.
- یسن ۵۴ متن دعای زرتشتی به نام آایریماایشیو.[Latin ۴۸][۶۰]
- یسن ۵۵. نگاه کنید به ستایش گاهان.[۶۱]
- یسن ۵۶ درخواست توجه از سوی ایزدها.[۶۲]
- یسن ۵۷ سروش یَشت نام دارد و به توصیف و ستایش سروش، ایزد نظم و انضباط دینی، اختصاص دارد و از نظر ساخت به مهر یشت همانند است و بخشی از آن از این یشت اقتباس شده‌است.[۶۳]
- یسن ۵۸ در ستایش نماز است.[۶۴]
- یسن ۵۹ تکرار دعاهای ۱۷ و ۲۶ است.[۶۵]
- یسن ۶۰ مشتمل بر یک سلسله دعا برای اقامتگاه‌های راستکارها است.[۶۶]
- یسن ۶۱ در مدح دعای اَهُونَوَر وُهُو، یِنگهِه هاتام و آفرینگان دَهمان و وصیت دیوزدایی آن‌ها است.[۶۷]
- یسن ۶۲ در ستایش آتش است.[۶۸]
- یسن ۶۳ تا ۶۹ دعاهایی است که در آیین فراهم آوردن آب تقدیس شده باید خوانده شود.[۶۹]
- یسن ۷۰ تا ۷۲ مشتمل بر یک سلسله دعاها است.[۷۰]

### ویسپرد
ویسپَرَد تحت اللفظی به معنی «همه ردان (سروَران)» است و تامی به یسن‌ها دارد و مطالب آن از این متون اقتباس شده و مکمل آن‌ها است. ویسپرد همراه با یسن‌ها و خصوصاً در مراسم دینی نوروز گاهنبارها (یا جشن‌های شش‌گانه فصلی) خوانده می‌شود. ویسپرد دارای ۲۴ «کَرده» (=تقسیر شده، بخش) است.

### خرده اوستا
خرد اوستا (یا اوستای کوچک)، مجموعه‌ای است از دعاهای کوتاه خاص مردم عادی زرتشتی که آن‌ها را در موقعیت‌های خاصی می‌خوانند، در برابر دعاهایی که خواندن آن‌ها در مراسم دینی خاص روحانی‌ها است. نام این کتاب فقط به صورت پهلوی آمده‌است و دربارهٔ زمان تدوین متن‌های آن نمی‌توان اظهارنظر کرد. تدوین خرده اوستا به آذرباد مَهرَپَندان، موبدان موبد زمان شاپور دوم ساسانی (۳۰۹ تا ۳۷۹ م)، نسبت داده شده‌است.
مهم‌ترین بخش‌های خرده اوستا عبارتند از:
- نیایش، نام پنج دعا به نام خورشید و مهر و ماه و آب و آتش است که هر یک از آن‌ها در موقع‌هایی از روز یا ماه باید خوانده شود. یَشت مربوط به هر یک از ایزدهای نام برده یا بخشی از آن، در نیایش مربوط به آن ایزد گنجانده شده‌است، مثلاً همه خورشید یشت در نیایش اول (بند ۱۰ تا ۱۷) و ماه یشت در نیایش سوم (بند ۲ تا ۹) نقل شده‌است.[۷۳]
- گاه شامل دعاهایی است که در پنج هنگام از شبانه روز باید خوانده شود.[۷۴]
- سی روزه شامل دعاهایی است که هر یک معتلق به یکی از سی ایزدی است که سی روز ماه بنام آن‌ها است. دو سی روزه، به نام‌های سی روزه بزرگ و کوجک، در دست است. سی روزه را به‌طور کامل، خصوصاً در سی روز پس از درگذشت شخص متوفا، می‌خوانند.[۷۵]
- دعاهایی است که همره با اهدای نذرها می‌خوانند. چهار آفرینگان در دست است: آفرینگانِ دَهمان دعایی است که پس از فوت برای روان فرد در گذشته می‌خوانند؛ آفرینگانِ گاهان که در پنج روز پایان سال به نام روزهای گاهانی که روزهای فرود آمدن ارواح درگذشتگان به زمین است، خوانده می‌شود و آفرینگانِ رَپتیوین[Latin ۴۹] که در آغاز و پایان تابستان خوانده می‌شود.[۷۶]
- علاوه بر متن‌های فوق، خرده اوستا شعرها و دعاهای کوتاه دیگری مانند سه دعای معروف زرتشتی، سروش باج (دعای خاص ایزد سروش) و هوشبام (دعایی در ستایش سپیده دم؛ مقتبس از بخش‌های گوناگون وندیداد و یسن‌ها) را نیز دربردارد. در نسخه‌هایی گوناگون خرده اوستا، متن‌هایی نیز به پازند آمده‌است.[۷۷]

### وندیداد
لغت وندیداد که صورت قدیم تر آن ویدیوداد است، اصلاً به معنی «کسی که قانونش جدایی دین و دوری از دیوان» است. «دیو» در اصل به معنی خدا بوده‌است، یعنی آن دسته از خدایان که زرتشت آن‌ها را مطرود دانسته‌است و از این رو، در اوستا دیوَیسنَه «دیوپرست» متضاد مزدَیسنَه «مزداپرست» است، و از سوی دیگر وی دیوَداتَه مترادف با مَزدَیسنَه و زَرَثوشتری «زرتشتی، پیرو، زرتشت» به کار می‌رود. بعدها در دوره ساسانی، که «دیو» از معنی اصلی خود که «خدا» و سپس «خدای مطرود» است به معنی امروزی «شیطان، عفریت» درآمد، در هنگام تدوین و تقسیم اوستا به نسک‌ها این بخش از این کتاب را، که دربارهٔ آئین پاکی و طهارت و دوری از پلیدی دیوان است، به این نام خواندند. وندیداد تنها نسک اوستای دوره ساسانی است که به صورت کامل به دست ما رسیده‌است و نوزدهمین نسک به‌شمار می‌رفته‌است.
وندیداد مجموع قوانین طهارتی و گناهان و جرائم و تاوان آن‌ها است که به صورت سؤال و جواب تدوین شده و دارای ۲۲ فرگرد (=فصل) است. به منظور سندیت بخشیدن به مطالبی که الزاماً عقاید شخص زرتشت نیست، سؤالات از زبان وی خطاب به اهوره مزدا مطرح شده و اهوره مزدا به آن‌ها پاسخ گفته‌است؛ مثلاً فصل اول دربارهٔ سرزمین‌های گوناگونی است که اهوره مزدا آفریده‌است و آفت‌هایی که اهریمن در آن‌ها به وجود آورده‌است و فصل دوم داستان جمشید و طوفانی است که در جهان اتفاق افتاده و قلعه‌ای که جمشید برای حفظ آفریدگان اورمزد ساخته‌است. داستانی که در قرن ضمن آن شرح کوشش اهریمن برای فریب زرتشت ذکر شده‌است و در فرگرد نوزدهم وندیداد قرار دارد، نیز هم آهنگی با مطالب اصلی وندیداد ندارد.
از نظر دستور زبان، متن وندیداد غالباً تحریف شده‌است و با مقایسه با یشت‌ها صورت‌های دستوری آن نادرست است. شناسه‌های اسمی و فعلی غالباً نابجا به کار رفته‌است. مؤلفین وندیداد به وفور صورت‌های دستوری و جملات را از قسمتی از کتاب به قسمت دیگر آن نقل و تکرار کرده‌اند یا کلمات و عبارات را به تقلید از بخش‌های دیگر اوستا ساخته و به متن منتقل کرده‌اند؛ مثلاً کلمه‌ای که در جمله‌ای به حالت فاعلی آمده عیناً در جای دیگر به همان شکل نقل می‌شود، در حالی که از نظر نحوی آن کلمه بایستی فی المثل حالت مفعولی با اضافی داشته باشد.
تألیف وندیداد را معمولاً به دوره پس از هخامنشیان نسبت می‌دهند. اگرچه مطالب آن بسایر کهنه تر از این زمان و حتی کهنه تر از زمان زرتشت است. احتمالاً مغان غرب ایران که علاقه‌مندی خاصی به امور طهارت داشته‌اند، پس از گرویدن به آئین زرتشت، در تدوین این بخش اوستا نقش عمده‌ای داشته‌اند.

### هیربدستان و نیرنگستان
هیربدستان را معمولاً جز نیرنگستان به‌شمار آورده‌اند، زیرا در نسخه‌های خطی هیربدستان مقدم بر نیرنگستان می‌آید و نیز از این جهت که هر دو متن از نظر سبک نگارش هماننداند. هیربدستان مربوط به تحصیلات و مطالعات هیربدی و وظائف و تکالیف هیربدان است. این متن خصوصاً از جهت دربرداشتن مطالبی در مورد تحصیلات دینی زنان در خور توجه است. نیرنگستان شرح قوانین آیین‌های دینی است و در آن از هوم، درون (نان دعا خوانده)، بَرسُم (شاخه‌های مقدس که در هنگام مراسم دینی در دست می‌گرفتند)، نثارها و چگونگی فراهم آوردن و آماده کردن آنها، قربانی‌ها، موارد برگزیدگی آئین‌های دینی و دعاهای مخصوص آن‌ها به تفضیل سخن رفته‌است.

### هادخت نسک
هادُخت نسک از سه قطعه از هادُخت نَسک اوستایی که ششمین نَسک از نَسک‌های اوستای عهد ساسانی بود در دست است. قطعه نخست مربوط به اهمیت و اعتبار دعای «اَشِم وُهو» است. قطعه دوم و سوم دربارهٔ سرنوشت روان پس از مرگ است، که شباهت فراوانی به فرگرد نوزدهم وندیداد (بندهای ۲۷ تا ۳۲) دارد.

### اوگمدیچا
تنها قطعاتی از اَوگِمَدَیچا (به معنی «بر زبان می‌آوریم، بیان می‌داریم») در دست است و به نام اولین کلمه متن آن را چنین نام نهاده‌اند. این متن احتمالاً در اصل بخشی از هادُخت نسک اوستایی بوده و در آن جمله‌های اوستایی همراه با ترجمه به سنسکریت و برگردان پازند و ترجمه پهلوی و تفسیر آمده‌است. متن شامل ۲۹ جمله اوستایی است که ۵ تای آن‌ها در جای دیگر اوستا نیز آمده‌است. موضوع اصلی آن «مرگ» است. احتمالاً اوگمدیچا آفرین یا دعایی بوده که پس از آفرینگان، پیش از سحرگاه چهارمین روز پس از مرگ، به یاد شخص درگذشته می‌خوانده‌اند. متن پهلوی آن از روی پازند در زمان متاخرتری برگردانیده شده‌است.

### ویثا نسک
وَیثا (به معنی دانش) نَسک مجموعه کوچکی از قطعات اوستایی است که اتفاقی و گاه بی نظم و ترتیب، بیشتر از وندیداد (یا قطعات اوستایی نقل شده در خلال ترجمه پهلوی این کتاب) یا از فرهنگ اویم و منابع دیگر همراه با ترجمه پهلوی آن‌ها انتخاب شده‌است. در مواردی جمله‌های پهلوی به فارسی نیز ترجمه شده‌است. عبارت‌های نقل شده غالباً دچار تصحیف شده‌است. بخش عمده‌ای از این رساله به بحث دربارهٔ ارتباط یا ازدواج نامشروع یک مرد زرتشتی با زن غیرزرتشتی و فرزندی که از این ارتباط به وجود می‌آید و نیز مسئله ارث چنین مردی اختصاص دارد. اشاره‌هایی نیز به بعضی آئین‌های دینی در این کتاب شده‌است. تألیف و تدوین این رساله در زمان‌های اخیر انجام گرفته‌است و نسخه‌های خطی متعدد جدیدی از آن در دست است.

### یشت‌ها
از نظر لغوی، بشت هم ریشه با کلمه یَسن است و معنی تحت اللفظی آن نیز «پرستش و نیایش» است. یشت‌ها سروده‌هایی هستند که عموماًبه ستایش خدایان قدیم ایرانی مانند مهر، ناهید و تیشتر و غیره اختصاص دارند. بیست و یک یشت در دست است. به نام‌های: ۱-هُرمزد (=اورمَزد) یشت ۲- هفت تن (=امشاسپندان) یشت ۳ اردیبهشت یشت ۴-خرداد یشت ۵- اَردوی سُور (=آبان، ناهید) یشت ۶- خورشید یشت ۷- ماه یشت ۸-تیشتر (=تیر) یشت ۹- درواسپ (گوش) یشت ۱۰- مهر یشت ۱۱- سروش یشت ۱۲- رَشن یسشت ۱۳- فروردین یشت ۱۴- بهرام یشت ۱۵- وَیو (=رام) یشت ۱۶- دین (=چیستا) یشت ۱۷- اَشی (اَرد) یشت ۱۸- اَشتاد یشت ۱۹- خُره (=کیان، زامیاد) یشت ۲۰- هوم یشت ۲۱- وَنَند یشت.
همه یشت‌ها از نظر قدمت یکسان نیستند. از میان آن‌ها یشت‌های ۱ تا ۴ و ۱۲ و ۱۸ و ۲۰ و ۲۱ در زمان نسبتاًمتاخرتری تألیف شده‌اند، گرچه بعضی از آن‌ها مطالب بسیار قدیمی تری را دربردارند. از میان یشت‌ها، ناهید (یشت ۵) و زامیاد (یشت ۱۹) به حق یشت‌های بزگ نامیده شده‌اند. از نظر سبک و مطالب، یسن ۹ (هوم) و یسن ۵۷ و یشت ۱۱ (سروش) مشخصات یشت‌های بزرگ را دارند. هم چنین درواسپ (یشت ۹)، بهرام (یشت ۱۴)، وَیو (یشت ۱۵) و دین (یشت ۱۶) در مواردی مشخصات یشت‌های بزرگ را دارا هستند، اما از نظر شکل ظاهری و گاهی مطالب، ناقص به نظر می‌رسند. احتمال دارد که این یشت‌ها بازسازی شده قطعات یشت‌های اصلی همراه با اضافاتی از متون دیگر باشند.
نام بعضی از یشت‌ها با مضون آن مطابقت ندارد؛ مثلاً اَشتاد یشت دربارهٔ فره ایرانی (یا آریایی) و زامیاد یشت (مشتق از زَم: زمین) دربارهٔ فره کیانی است. همچنین رام یشت دربارهٔ ویو (ایزد هوا و فضا) است.
تقسیم‌بندی هر یشت به بندها که در چاپ‌های کنونی اوستا معمول است و در نسخه‌های خطی دیده نمی‌شود، از ابداعات دانشمندان اوستاشناس عصر حاضر و به منظور سهولتِ استفاده ارجاع است. اما هر یک از یشت‌های بزگ در نسخه‌های خطی به بخش‌هایی تقسیم می‌گردد که اصطلاحاً «کرده» نامیده می‌شوند. کلماتی که هر بند کرده با آن شروع می‌شود و پایان می‌یابد و معمولاً از کرده دوم یا سوم آغاز می‌گردد، همه کَرده‌های یشت تا پایان ثابت می‌ماند. تعداد بیت‌ها در هر کرده ثابت نیست. بیت اول هر کرده با توصیف ایزد و عبارتی مشمتمل بر پرستش او (معملاً دربردارنده فعل «می‌پرستیم» یا «باشد که بپرستید») و بیت آخر آن با عبرت «به سبب شکوه و فره اش» آغاز می‌شود. عبارتی که در آغاز بیت اول هر کرده و عبارتی که در آغاز بیت آخر کرده می‌آید و ترجیع بندوار تکرار می‌شود دربردارنده درون مایه هر یشت است به گونه‌ای که خصوصیت‌های اصلی ایزد مورد پرستش در آن نمایان است و این یکی از خصوصیت‌های ساختاری یشت‌ها است. تکرار عین کلمه‌ها یا تکرار یک عبارت واحد در آغاز و پایان بیت‌ها به منظور اهمیت دادن به مطلب و جایگزین ساختن آن در ذهن شنونده‌ها از دیگر مشخصه‌های یشت‌ها است.
تکرار یک کلمه در حالت‌های تصریفی گوناگون، به دنبال هم، در یک بند برای اهمیت دادن به مفهوم کلمه (مانند تکرار کلمه اَناهیته «پاک، بی عیب» در حالت‌های گوناگون صرفی در بند ۸۸ یشت ۱۰) از همین گونه ابداع‌های شاعرانه است.
از دیگر مشخصه‌های ساختاری یشت‌ها قرینه‌سازی در نقل روایت‌های اساطیری و حماسی است؛ مثلاً جدال تیشتر با دیو اپوش در یشت ۸ یا ستیز آتش و اژی دهاک (=ضحاک) بر سر به دست آوردن فره در یشت ۱۹ به همین سبک به شعر درآمده‌است.
یشت‌های بزرگ از نظر محتوا دارای ساختمان خاص هستند: توصیف، مدح و ستایش به یاری خواندن ایزدی که یشت بدو اختصاص دارد، همراه با ذکر اسطوره‌ها و حوداثی که آن ایزد در آن‌ها نقشی داشته‌است. اسطوره‌ها به صورت ضمنی و غالباً فشرده به منظور اهمیت و تأثیر ایزد مورد پرستش در حوادث ذکر می‌گردد؛ مثلاً زمانی یکی از شخصیت‌های داستان ایزد معبود را با نثارِ قربانی به یاری خوانده و او به فریاد وی رسیده‌است. به عنوان نمونه، ترجمه قسمتی از آبان یشت را که در آن توصیف اَردوی سُور ناهید و آمدنِ او به یاری پااوروَه کشتی‌ران ذکر شده، نقل می‌کنیم:
- ۱-اهوره مزدا به زرتشت سپتیمان گفت: برای من بستان اَردوی، سور ناهیدِ همه جا گسترده درمان بخشِ دوری گزیننده از دیوِ (کسی که از دیوها یعنی خدایانی که زرتشت آن‌ها را مطرود دانسته، جدایی اختیار کرده‌است) اَهورَه کیش را که در خور پرستش و ستایش جهان مادی است: افزایش دهنده خرمن، راستکار، افزایش دهنده گله و رمه، افزایش دهنده ثروت، افزایش دهنده دارای، افزایش دهنده کشور، راستکار…[۹۲]
- ۶۱-او را پااُوروَه، کشتی‌ران ماهر، پرستید در هنگامی که فریدون پیروزمند او را به شکل کرکس در بالا به پرواز درآورد.[۹۳]
- ۶۲-هم چنان سه روز و سه شب به سوی خانه خویش پرواز می‌کرد، (اما) نمی‌توانست فرود آید. در پایان شب سوم به سپیده دم رسید، در روشنی سپیده دم اَردوی سُور ناهید را خواند:[۹۴]
- ۶۳: ای اردوی سور ناهید، زود به یاری من بشتاب، مرا یاری ده. اگر من زنده به زمینِ اَهورَه آفریده و خانه خویش برسم، تو را در کنار رود رَنگها[Latin ۶۱](پهلوی اَرَنگ:رودخانه‌ای اساطیری) هزار زوهر (نثار مایع که طی مراسم از آب پاکی و شیره گیاه هوم و شیر تهیه می‌کردند) آمیخته با هوم و شیر، تصفیه شده، نیاز خواهم آورد.[۹۵]
- ۶۴-اردوی سور ناهید به شکل دختری زیبا، بسیار نیرومند، نیک اندام، کمر بسته، راستکار، خوب جهر، آزاده، در حالی که کفش‌هایی به پا کرده بود که تا قوزک او را پوشانیده بود، با بندهای زرین، درخشان (به سوی او آمد).[۹۶]
- ۶۵-بازوهای او را گرفت. دیری نگذشت که کشتی‌ران تلاش کنان به زمین اهوره آفریده و خانه خویش، تندرست، نه بیمار و آسیب دیده، همچون پیش از آن، فرود آمد.[۹۷]

داستان‌هایی که در یشت‌ها آمده، غالباً کوتاه‌اند و فقط اشاره‌ای به آن‌ها شده‌است؛ زیرا مخاطب‌ها، همه آن‌ها را می‌دانسته‌اند. داستانی که نقل شده، تنها به این صورت خلاصه ضبط شده و از جزئیات آن اطلاعی نداریم؛ مثلاً نمی‌دانیم که پااوره مذکور در این یشت چه کسی بوده و چرا فریدون او را به شکل کرکس دراورده بود. در جای دیگر نیز در اوستا به این حادثه اشاره‌ای شده‌است (در رساله پهلوی پُرسشنی‌ها (بند ۳۲) در تشبیهی آمده‌است که، پااوروه که کارها را با یک دست و پا انجام می‌داد…). ولی متأسفانه اطلاع بیشتری از آن به دست نمی‌آید. اما بسیاری از داستان‌های دیگر که خلاصه وار در یشت‌ها آمده، در روایت‌های بعدی، مانند ادبیات پهلوی یا شاهنامه یا منبع‌های اسلامی مربوط به ایران، به صورت کامل تر و مفصل تر ذکر شده‌است. اما روایت کامل تر آن در مآخذ پهلوی و فارسی در دست داریم. اگر همه اوستا امروز برجای بود، مسلماً داستان‌های بیشتری را در دست داشتیم، زیرا در ادبیات پهلوی به داستان‌هایی برمی‌خوریم که از سبک جمله‌بندی آن‌ها در می‌یابیم که مأخوذ از اوستا است، در حالی که اصل اوستایی آن‌ها را اکنون در دست نداریم. مانند داستان گرشاسب در کتان نهم دینکرد و رایت‌های پهلوی و داستان برخورد فریدون با ماَزندَرها در کتاب نهم دینکرد.
روی داده‌هایی که در یشت‌ها ذکر شده و در آن خدایان نقش اساسی داشته‌اند، بسیار کم است. از باب نمونه داستان جدال تیشتر (=شعرای یمانی و ایزد باران) با اَپُوش (به معنی «بازدارنده آب»؛ دیو خشک سالی) که در تیشتر یشت آمده و داستان جدال آتش و اَژی (مار) که بر سر فره می‌جنگند و سرانجام اَپام‌نپات آن را از آسیب رهایی می‌بخشد (زامیاد یشت) قابل ذکر است. روی دادهایی را که در آن‌ها نقش اساسی بر عهده اشخاصی جز خدایان است، می‌توان به سه دسته تقسیم کرد:
1. رویدادهای مربوط به نخستین، پهلوان‌ها و شاه‌ها، پیشدادی مانند جدال گرشاسب با گَندَرو (رام یشت، نبد ۲۷ تا ۲۹؛ زامیاد یشت، بند ۴۰ و ۴۱ و غیره)، که اثری است مربوط به دوره هندوایرانی و نیز روایت‌های مربوط به دوران طلایی جمشید که در طی آن مردم‌ها فارغ از مرگ و بیماری و پیری بودند (آبان یشت، بند ۱۵ تا ۱۷، اَرد یشت، بند ۲۸ تا ۳۱، زامیاد یشت، ۳۱ تا ۳۹، نیز قس هوم یسن (یسن ۹)، بند ۴ و وندیداد، فصل 2).[۱۰۰]
2. آنچه اتفاق‌های تاریخی یا نیمه تاریخی است مانند جنگ کیخسرو با افراسیاب (آبان یشت، بند ۴۹ و بعد؛ درواسپ یشت، بند ۱۷ و بعد و غیره) یا نبردهای کی گشتاسب با خیونان (رام یشت، بند ۲۹ به بعد؛ زامیاد یشت، بند 87).[۱۰۱]
3. آنچه نتیجه و حاصل اختلاط عقیده‌های زرتشت با اعتقادات قدیم ایرانیِ پیش از زرتشت است. در این روی داده‌ها زرتشت به صورت شخصیتی اساطیری درآمده‌است. مانند شرح گفتگوی زرتشت زرتشت با هوم یا مورد نوازش فراری دادنش اهریمن و دیوها را (اَرد یشت، بند ۱۷ به بعد).[۱۰۲]

از میان یشت‌های بزرگ، آبان یشت (۵)، درواسپ (۹)، ویو (۱۵) و زامیاد (۱۹) از نظر زبان و طرز بیان مطالب مشترک‌هایی دارند. از سوی دیگر، در چند یشت بزرگ دیگر، یعنی مهر (۱۰)، تیشتر (۸)، بهرام (۱۴) و فروردین (۱۳) نیز ویژگی‌های همانندی را می یابیمم. از جمله اینکه در گروه اول از قهرمان‌های اساطیری ایرانی و هند و ایرانی سخن رفته‌است که برای ایزدها قربانی کرده و به آرزوی خود رسیده‌اند و از این رو، فعلاً که برای ستایش آنان به کار رفته، به صورت سوم شخص مفرد ماضی (ستود) است و در این یشت‌ها است که اشاره به داستان‌ها و اسطوره‌ها شده‌است. از سوی دیگر، در گروه دوم از این قهرمان‌های دوره‌های گذشته عموماً یادی نمی‌شود و فعلی که برای ستایش ایزد به کار می‌رود، صورت اول شخص جمع مضارع اخباری (می ستاییم) دارد. این تفاوت شاید از آنجا ناشی می‌شود که ایزدانی چون مهر و تیشتر و بهرام و نیز فروهرها همیشه و هر روزه در کار جهان فعال بوده‌اند و هستند و اهمیتشان بیشتر در نقش فعالانه و دائمی آن‌ها است؛ بنابراین می‌توان حدس زد که در تدوین یشت‌ها سنت‌های گوناگون دینی و ادبی در کار بوده‌است.
هرمزد یشت (۱)
۳۳ بند دارد و در آن اسماء اهوره مزدا که هر کداام مبین خصوصیات اوست، ذکر شده‌است.
هقت امشاسپند یشت (۲)
دارای ۱۵ بند در ستایش امشاسپندان است.
اردیبهشت یشت (۳)
دارای ۱۹ بند در ستایش اردیبهشت است که یکی از بزرگترین امشاسپندان به‌شمار می‌رود. این یشت چنان‌که از زبان و طرز بیان آن بر می‌آید، از یشت‌های متاخر است. بندهای ۱ تا ۴ در ستایش این امشاسپند است و بقیه یشت به ستایش دعای ایریما ایشیو و خطاب به اریامَن، ایزد شفابخشی، اختصاص دارد. اردیبهشت بشت در آیین‌هایی که برای شفا بیمارها برپا می‌گردد، خوانده می‌شود.
خرداد یشت (۴)
دارای ۱۱ بند است در ستایش این امشاسپند و دچار تحریف بسیار شده‌است.
آبان یشت (۵)
دارای ۳۰ کرده و ۱۳۳ بند است و از جهت تفصیل، (پس از فرودین یشت و مهر یشت) سومین به‌شمار می‌رود. آبان (=آب‌ها) نام متاخر این سرود است. این یشت به اَردوی سورا اَناهیتا، ایزدبانوی آب‌ها و نعمت و برکت و آبادانی، که در اصل رودخانه‌ای بوده و بعدها جنبه الوهیت یافته‌است، اختصاص دارد. بندهای ۱ تا ۱۵ در توصیف و مدح و ثنای این ایزدبانوست. در بندهای ۱۷ تا ۱۹ آمده‌است که اهوره مزدا او را ستایش کرده‌است. در بندهای ۲۱ تا ۸۳ از شاه‌های اساطیری و پهلوان‌هایی که پیش از زرتشت این ایزدبانو را ستایش کرده و مشمول لطف او شده‌اند، سخن رفته‌است و بندهای ۸۴ تا ۹۶ دربارهٔ آناهیتا و چگونگی ستایش او است و بندهای ۹۷ تا ۱۱۸ در ستایش نامدارهای معاصر زرتشت است که اردوی سور ناهید را ستایش کرده‌اند و بندهای ۱۱۹ تا ۱۳۳ در تعریف و توصیف در خواست یاری از او است.
در این یشت، همانند یشت‌های دیگر، اعتقادات پیش از زرتشت با عقاید زرتشتی درآمیخته است. در بندهای ۳ تا ۵ و ۹۶ و ۱۳۲ مشخصات پیش زرتشتی این ایزدبانو و نیروی حیات بخشی او دیده می‌شود. در بندهای دیگر خصوصیت زرتشتی شده وی آشکار است به گونه‌ای که اهوره مزدا به او حیات بخشیده‌است تا در سیتز آفریده‌های نیک با بدی یاور آن‌ها باشد (مانند بندهای ۱ و ۶ و ۹۴ و ۹۵ و ۱۰۴ تا ۱۱۸). این بندها همه قدیمی است و احتمالاً به دوره‌های پیش از هخامنشیان تعلق دارد. بعضی بندهای دیگر حاصل انطباق و یکسان شمردن اَناهیتا با اَنائیتس، ایزدبانوی سامی است (بندهای ۱۲۳ و ۱۲۸)؛ به نحوی که گویی سراینده مجسمه‌ای را در پیش داشته‌است. این بخش شاید در زمان اردشیر دوم (۴۰۵/۴ تا ۳۵۹/۸ پ. م)، که مجسمه‌های اَنائیتیس در سراسر شاهنشاهی هخامنشی برپا شده بود، سروده شده‌است. بخش‌های متاخرتری نیز وجود دارد که تحت تأثیر عقاید زرتشتی قرار دارد و از آن جهت است که برای پرستش او اهمیت بیشتری قائل شوند. مانند بند ۱۷ که ظاهراً تقلیدی از بند ۱۰۴ است و در آن آمده‌است که اهوره مزدا برای اَناهیتا قربانی می‌کند. بخش‌هایی از این یشت که در ستایش که در ستایش شاه‌های اساطیری و قهرمان‌های باستانی است، ویژگی‌های حماسی و شاعرانه دارد و در یشت‌های دیگر مانند رام یشت (۱۵) و زامیاد یشت (۱۹) نیز دیده می‌شود. بخش‌هایی از آبان یشت احتمالاً از اردیشت (۱۷) گرفته شده‌است. محبوبیت آناهیتا موجب شده بود که از اهمیت اَشی، ایزدبانوی برکت، کاسته شود و خصوصیات وی به آناهیتا منتقل گردد. بندهای ۱۳۰ و ۱۰۲ و ۱۲۷ قابل انطباق با بندهای ۶ تا ۱۱ اردیشت (۱۷) است. کریستن‌سن دکر نام بابل را در این یشت (بند ۲۹) قرینه‌ای می‌داند که این یشت در دوره هخامنشی تدوین نهایی یافته‌است. هم آهنگی کامل از نظر زبانی در همه یشت دیده می‌شود و این خود نمایانگر آن است که مطالب بسیار قدیمی و متاخر با مهارت با یکدیگر تلفیق شده‌است.
خورشید یشت (۶)
دارای ۷ بند در ستایش خورشید است. به مناسبت ارتباط نزدیک خورشید با مهر، بند ۵ این یشت به ستایش این ایزد اختصاص دارد.
ماه یشت (۷)
دارای ۷ بند در ستایش ماه است.
تیشتر(=تیر) یشت (۸)
دارای ۱۶ کرده و ۶۲ بند است. بند ۱ تا ۱۲ در وصف ستاره تیشتر، ایزد باران است که به احتمال قوی همان شعای یمانی است و ظهور آن نویدبخش فرود آمدن باران است و در بند ۵ آمده‌است که هم چشم به راه او هستند تا به سوی دریای اساطیری فراخکرد بتازد. در بند ۸ به جدال او بر پریانی که به شکل شهاب‌های ثاقب ظاهر می‌شوند، اشاره شده‌است و در بند ۱۲ نام ستارگانی که همکار و یاور تیشتر هستند، آمده‌است: تیشتری‌هایی (کلب اصغر)، «ستاره‌ای که بعد می‌آید (دَبَران پس رونده)، پروین، هفتورننگ و وَنَند (نَسرِ واقع). بندهای ۱۳ تا ۳۴ دربارهٔ جدال تیشتر با اَپوش، دیو خشکسالی و پیروزی این ایزد بر او و نتایج حاصل از آن است. تیتشر در ده شب نخستِ این جدال به شکل جوان پانزده ساله نیرومند و در ده شب دوم به شکل گاوی زرین شاخ و در ده شب سوم به شکل اسب سپید زیبای زرینگوشِ زرین لگامی متجلی می‌شود و دیو اپوش، حریف او، به شکل اسب کَلِ گَری ظاهر می‌گردد. هر دو در دریای فراخکرد به نبرد می‌پردازند و سرانجام تیشتر پیروز می‌گردد. آنگاه میع‌ها در میان این دریا گرد می‌آیند. باد باران و ابر و تگرگ را به هفت کشور زمین می‌راند. بند ۳۵ به بعد در ستایش تیشتر و توصیف کارهای نیک اوست و توصیه شده‌است که مردم‌ها این ایزد را آنگونه که شایسته اوست، ستایش کنند تا از قحط سالی و سپا دشمن و بیماری‌ها و غیره در امان باشند.
از نکته‌های درخور توجه این یشت، اشاره به تیراندازی آرش (بند ۶ و ۷ و ۳۷ و ۳۸) است و این قدیمی‌ترین منبعی است که در آن، نام این قهرمان آمده‌است.
درواسپ (گوش) یشت (۹)
دارای ۷ کرده و ۳۳ بند است. بند ۱ و ۲ در توصیف این ایزدبانو است که ایزدِ مسئول تندرستی اسب‌ها است. در بند ۳ تا ۳۳ از شاه‌ها و پهوان‌ها و شخصیت‌هایی یاد شده‌است که برای او قربانی کرده و از او یاری خواسته‌اند مانند هوشنگ و جمشید و فریدون و هوم (هم اشاره به ایزد هوم و هم به صورت شخصیت یافنه او در داستان کیخسرو و افراسیاب)، کیخسرو و زرتشت. این بخش از بندهای ۲۷ تا ۵۲ ارد یشت (یشت ۱۹) اقتباس شده‌است. از این رو، بویس بر آن است که در واسپا در اصل صفتی برای اَشی بوده و بعدها ایزد مستقلی محسوب شده‌است. ارتباط این ایزدبانو با اسب در بُندَهِشن نیز مشاهده می‌شود.
مهر یشت (۱۰)
دارای ۳۵ کرده و ۱۴۶ بند و پس از فروردین یشت (۱۳) مفصل‌ترین یشت است. این یشت در توصیف مهر (ایزد پیمان) است که عاوه بر آن وظیفه حفظ تمامیت سرزمین‌های آریایی را بر عهده دارد و سروَر جنگجوها است. بند ۱ در توصیف این خدا و در ذم پیمان‌شکن‌ها است. در این یشت مهر با صفت‌هایی چون دارای چراگاه‌های فراخ، دارای هزارگوش، دارای ده هزار چشم و کسی که هرگز خواب به چشمش نمی‌آید، توصیف شده‌است. این ایزد ارتباط نزدیکی با خورشید دارد، بدین گونه که پیش از برآمدن آفتاب، سر برمی‌آورد (بند ۱۳) و از اینجا است که در ادبیات پهلوی و فارسی مهر به معنی خورشید به کار رفته‌است. او گردونه‌ای باشکوه دارد و با آن در همه جا در حرکت است (بند ۶۷ و ۶۸). حتی پس از فرورفتن خورشید نیز به زمین می‌آید و از یک کرانه آن به کرانه دیگر، برای نظارت بر پیمان‌ها حرکت می‌کند (بند ۹۵). در سراسر این یشت بر وفاداری بر عهد و پیمان، اعم از پیمان میان دو کشور، میان زن و شوهر یا میان دو شریک و انباز، تأکید شده‌است. مهر در مجازات پیمان‌شکن‌ها سخت گیر است و در بخش‌هایی از این یشت خصوصیت جنگ آوری او در مبارزه با پیمان‌شکن‌ها و دشمن‌هایش توصیف شده‌است. بهرام، ایزد پیروزی، همچون گرازی تیزدندان، در پیش او در حرکت می‌کند (بند ۷۰ تا ۷۲). مهر جنگجویی است که گررز و نیزه و سپر و تازیانه دارد و گردونه‌ای دارد که در آن انواع این گونه سلاح‌ها نهاده شده‌است. یشت با ستایش مهر پایان می‌گیرد (بندهای ۱۳۶ تا 140).
در این یشت، همچون یشت‌های دیگر، تأثیر تلفیق ماهرانه میان اعتقادهای آریانای قدیم پیش از زرتشت و عقاید زرتشتی را می‌یابیم (مانند بندهای ۲ و ۳ و ۶ و ۲۰ و ۲۱ و ۵۰ و ۵۱ و ۶۸ و ۷۳ و ۸۹ و ۹۰ و ۱۰۳ و ۱۱۵ و ۱۲۱ و ۱۲۲ و ۱۳۴ و ۱۳۷ تا ۱۳۹). مهر یشت از زمره یشت‌های کهن و شاید قدیمی‌ترین آن‌ها باشد.
سروش یشت (۱۱)
دارای ۵ کرده و ۲۳ بند در توصیف و ستایش سروش، ایزد نظر و انضباط و شرح قدرت او و ایزدان همکار او، مانند مهر و اَشتاد و اَشی است.
رَشن یشت (۱۲)
دارای ۳۸ بند است. رَشن ایزد عدالت است و از این رو، در این بند از انواع وَر (=آزمایش دینی) که برای معلوم کردن گناهکار از بی گناه به کار گرفته می‌شده، سخن رفته‌است.
فروردین یشت (۱۳)
دارای ۳۱ کرده و ۱۵۸ بند و در ستایش فرَوَهرها یا فروشی‌ها است، که ارواح نگهبان آدمی به‌شمار می‌روند. این یشت مفصل‌ترین یشت است. در بندهای ۱ تا ۸۴ به توصیف فروهرها و نقش آن‌ها در تکوین جهان و پاسبانی آن‌ها از موجودات جهان اختصاص دارد. در بند ۱۱ به نقش فروهرها در بسته شدن نطفه در زهدان مادر و نقش آن‌ها در حفظ آن تا هنگام تولد اشاره شده‌است. بندهای ۴۹ تا ۵۲ متضمن عقیده قدیمی فرود آمده فروهرها در پایان سال به خانه‌هایی است که در هنگام حیات صاحب آن بدان تعلق داشته‌است. در بندهای ۴۵ تا ۴۸ و ۶۹ تا ۷۲ به نقش جنگاوری فروهرها و پیروز گردانیدن فرمانروهایی که او را پرستش می‌کنند، اشاره رفته‌است و در بنه‌های ۶۵ تا ۶۸ از نقش فروهرها در تقسیم آب و جلوگیری از خشک سالی سخن رفته‌است. در بندهای ۳۷ و ۳۸ سخن از جنگ‌های اولیه ایرانی‌های زرتشتی با قبیله‌های تورانی در میان است که نشانی از آن‌ها در جای دیگری از اوستا وجود ندارد. از صور خیال در خور توجه در این بخش از یشت تشبیه آسمان به پرنده‌ای است که زمین را همانند تخمی دربر گرفته‌است (بند ۲) و نیز تشبیه آسمان به جامه ستاره نشان، که اهوره مزدا آن را در برکرده‌است.
بخش بعدی این یشت به ستایش هفت دسته از فروهرهای قهرمان‌های دینی زرتشتی از گیومرث، نمونه نخستین انسان تا سوشیانس اختصاص دارد: فروهر خدایان، گیومرز، زرتشت و میدیوماه (نخستین پیرو زرتشت؛ بندهای ۸۵ تا ۹۵)، فروهرهای نخستین پیروان زرتشت مانند پسرهای زرتشت و گشتاسب و زریر و بستور (۹۶ تا ۱۰۰)، فروهرهای خاندان پوروذاخشتی (بندهای ۱۱۱ تا ۱۱۷)، فروهرهای قهرمان‌های سرزمین غیرآریایی (۱۱۸ تا ۱۲۸)، فروهر سوشیانس (۱۲۹)، فروهرهای شخصیت‌های اساطیری (۱۳۰ تا ۱۳۸) و فروهرهای زن‌های پارسای زرتشتی (۱۳۹ تا ۱۴۲).
بهرام یشت (۱۴)
دارای ۲۲ کرده و ۶۴ بند در ستایش بهرام، ایزد پیروزی است. بند ۱ تا ۲۷ دربارهٔ جلوه گر شدن بهرام به ده کالبد مختلف است: باد، وَرزا، اسب، شتر، گراز، جوان پانزده ساله، مرغ و ارِغنه (احتمالاً شاهین)، قوج، بُز نر دشتی و مرد جنگجو. در خور توجه است که تیشتر نیز به بعضی از این شکل‌ها در می‌آید (یشت ۸، بند ۱۳، ۱۶ و ۲۰: جوان پانزده ساله، ورزا و اسب). فره نیز گاه در بعضی از این کالبدها ظاهر می‌شود (یشت ۱۹ بند ۳۵: مرغ و ارِغنَه). بند ۲۸ تا ۳۳ دربارهٔ بهره‌مندی زرتشت از لطف ایزد پیروزی است. احتمالاً این بخش از زمره بخش‌هایی است که حاصل تلفیق اعتقادات پیش از زرتشت و عقاید زرتشتی است. در بندهای ۳۴ تا ۴۶ دربارهٔ اثر معجره‌آمیز پَرِ مرغ و ارِغنه، که نماد بهرام است، سخن رفته‌است و این بخش از بخش‌های قدیمی این یشت است. بندهای ۵۷ و ۵۸ دربارهٔ هوم و بندهای ۵۹ تا ۶۳ دربارهٔ قدرت و نیروی بهرام در جنگ‌ها است.
بعضی بخش‌های این یشت احتمالاً اقتباس از یشت‌های دیگر است؛ مثلاً بند ۱ از بند ۷۰ یشت ۱۰ است. از سوی دیگر، مضمون بندهای این یشت در یشت‌های دیگر دیده می‌شود. مانند بندهای ۲۸ تا ۳۳ که در بندهای ۶ تا ۱۳ یشت ۱۶ تقلید شده‌است.
رام (ویو یا وای) یشت (۱۵)
دارای ۱۱ کرده و ۵۷ بند در مدح وَیو (=وای)، ایزد فضا است و تألیف آن متاخر به نظر می‌رسد. در بند ۱ ستایش و تمجید و توصیف این ایزد آمده و در بنده‌های ۲ تا ۴۱ از کسانی که این ایزد را ستوده و از او درخواست کمک کرده‌اند مانند اَهورَه مَزدا، هوشنگ، تهمورث، جمشید، ضحاک، فریدون، گرشاسب، کیخسرو، هوتوس (یا هُتوس، همسر گشتاسب)، و دوشیزه‌های عموماً یاد شده‌است و این بخش شباهت به یشت ۵ دارد. بندهای ۴۲ تا ۵۸ دربارهٔ ستایش این ایزد و کارهای اوست و ابهامات بسیار دارد.
تألیف این یشت متاخر به نظر می‌رسد، گرچه مطالب آن قدیمی است. به نظر کریستن‌سن بندهای ۱ تا ۵ و نیز بندهای ۳۸ تا ۵۸ تألیف سستی است. اما بخش‌هایی که حاوی ستایش و مدح قهرمان‌های قدیم در پیشگاه ویو است (بندهای ۷ تا ۳۷) از دورهه‌ای بسیر متاخر نیست.
دین (چیستا) یشت (۱۶)
دارای ۷ کرده و ۲۰ بند در توصیف و ستایش چیستا است که در این یشت با صفاتی مانند «کسی که به راه نیک رهنمون می‌شود» و «کسی که به گذرگاه نیک راهبر است» توصیف شده‌است.
از این توصیف‌ها چنین به نظر می‌رسد که وی ایزدبانوی راه و سفر بوده‌است. موهبت‌هایی نیز که از وی خواسته می‌شود مانند «گذر از راه‌های خوب (برای رسیدن به مقصد)»، «راه‌های خوب در کوهستان‌ها» و «راه‌های خوب از میان جنگل‌ها» و «گذرگاه‌های خوب از میان رودخانه» (بند ۳) و «نیرومند پا و شنوایی گوش و قوت بازو» (بند ۷) این نظر را تأیید می‌کند. این ایزدبانو با دین (در اوستا دینا) ارتباط نزدیک دارد. هر دو این ایزدبانو هدایت به راه راست را، چه در این جهان و چه در جهان دیگر، بر عهده دارند. این احتمال نیز وجود دارد که چیستا به معنی «درخور توجه، آنکه مورد توجه است» در اصل صفت دین (دینا) بوده‌است. بندهای ۱ تا ۴ به توصیف و ستایش این ایزدبانو اختصاص دارد. بندهای ۵تا ۱۳ دربارهٔ ستایش زرتشت از این ایزدبانو است و در بندهای ۱۴ تا ۲۰ سخن از ستایش هووی (همسر زرتشت) روحانیِ به (سفر) دور فرستاده شده و رئیس کشور است.
به نظر کریستین‌سن، کوتاهی جملات و سبک انشای خشک دلیل متاخر بودن این یشت است. به نظر او بندهای ۷ تا ۱۳ از نظر جوهر شعری تا حدی شبیه به یشت‌های کهن است و بندهای ۶ و ۷ با تغییرات مختصری در یشت ۱۴ بندهای ۲۸ تا ۳۳ ملاحظه می‌شود و شاید تقلیدی از آن باشد.
اَشی (اَرد) یشت (۱۷)
دارای ۱۰ کرده و ۶۲ بند و در ستایش اَشی، ایزدبانوی ثروت و برکت است. بندهای ۱ تا ۵ در ستایش و معرفی این ایزدبانو و در بندهای ۶ تا ۱۴ از ثروت‌های مادی که اَشی می‌بخشد، سخن رفته‌است. بندهای ۱۵ تا ۲۲ دربارهٔ ملاقات زرتشت با اَشی است.
در بندهای ۳۲ تا ۵۲ سخن از شاه‌های اساطیری و پهلوان‌ها و شخصیت‌هایی در میان است که این ایزدبانو را ستوده‌اند و از او یاری خواسته‌اند. مانند هوشنگ، جمشید، فریدون، ضحاک، هوم، کیخسرو، زرتشت، گشتاسب (بندهای ۳ تا ۳۱ یشت ۹). بندهای ۵۳ تا ۶۲ در ستایش اَشی و آیین‌های پرستش وی است. در بند ۵۳ فهرست کسانی ذکر شده‌است که از نثارهایی که به اَشی هدیه می‌شود، محروم‌اند. در بندهای ۵۵ و ۵۶ به اسطوره‌ای اشاره شده‌است که بر طبق آن اشی در هنگامی که تورانی‌ها او را تعقیب می‌کردند، خود را در زیر پای گاو و بعد زیر گردن قوچی پنهان کرد، اما پسرهای جوان و دوشیزه‌های شوی ناکرده جای او را نشان دادند و اَشی از این رفتار گله مند است. در بندهای بعد سه گله او از گناهکارها ذکر شده‌است.
اردیشت از جهت زبانِ توصیفی، غنی است. خانه‌های مردهایی که از لطف اَشی برخوردارند، زن‌های آن‌ها که بر بالش‌های تزئین شده تکیه زده‌اند و مرکب‌های این مردها به خوبی توصیف شده‌است.
اَشتاد یشت (۱۸)
دارای ۹ بند است. اَشتاد صورت پهلوی اَرشتات اوستایی به معنی «درستی، عدالت» است. نام این یشت با مطالب آن مناسب نیست و حتی این واژه در متن این یشت نیامده است. بندهای ۱ و ۲ دربارهٔ فره ایرانی و غلبه آن بر دیوهای گوناگون و کشورهای غیر آریایی است. در بندهای ۳ و ۴ و در بند ۸ دعای اهونَوَر ستایش شده‌است و یشت با ستایش مجدد فره ایرانی پایان می‌پذیرد.
خُره (کیان، زامیاد) یشت (۱۹)
دارای ۱۵ کرده و ۹۶ بند است و به دو بخش اصلی تقسیم می‌شود: بندهای ۱ تا ۸ فهرستی از کوه‌های سرزمین آریایی است و بندهای ۹ تا ۹۶ ستایش فره (در اوستا خورنَه) است؛ بنابراین، این یشت پیش از آن که مربوط به زمین (در اوستا زَم) باشد، مربوط به فره است. در بنده‌های ۹ تا ۱۳ فره اهوره مزدا ستوده شده که به کمک آن آفریدگان خوب را آفریده‌است و تا پایان جهان آن‌ها را نگاه می‌دارد. در بندهای ۱۴ تا ۲۰ فره امشاسپندان ستوده شده‌است. بندهای ۲۱ تا ۲۴ به ستایش فره ایزدان و منجیان بشر اختصاص دارد. بندهای ۲۵ تا ۷۷ اختصاص به فره شاه‌ها و قهرمان‌های اساطیری و اعمال آنان دارد. در این قسمت از هوشنگ (پادشاهی او بر هفت کشور جهان و برانداخت دو سوم دیوها)، تهمورث (چیرگی او بر دیوها و مردم‌ها و جادوگرها و پری‌ها، درآوردن اهریمن به پیکر اسب و سوار شدن بر او به مدت سی سال) سخن رفته‌است. در مورد جمشید، به تفضیل بیشتری سخن رفته‌است: او بر هفت کشور زمین فرمانروا بود، هم نیکبختی و هم شهرت، هم گله و هم رمه و هم حرمت را از دیوها برگرف، در دوران پادشاهی او خوردنی‌ها کاهش نمی‌یافت، چهارپاها و مردم‌ها نمی‌مردند و گیاه‌ها خشک نمی‌شدند، در آن هنگام سرما و گرما و پیری و مرگ و رشک وجود نداشت و این پیش از آن بود که او دروغ بگوید. پس از آن، فره به صورت مرغی از پیش او به بیرون شتافت (بندهای ۳۰ تا ۳۴). به دنبال آن آمده‌است که فره سه بار به صورت مرغ و ارغنه درآمد. بار نخست ایزدمهر و بارد دوم فریدون (شکست دهنده ضحاک) آن را به دست آوردند. بار سوم آن را گرشاسب تصاحب کرد. از قهرمانی‌های گرشاسب و اژدهاهایی که کشته، به تفضیل سخن رفته‌است و متن خصوصیات حماسی دارد (۳۵ تا ۴۴). آنگاه شرح ستیز سپند مینو و اهریمن بر سر به دست آوردن فره آمده‌است.. هر یک از این دو، پیک‌های خویش را فرستادند: یپندمینو بهمن و اردیبهشت (دو تن از امشاسپندان) و آتش را فرستاد و اهریمن، اَکومن و خشم و ضحاک و سپیتور (اره‌کننده جمشید) را روانه کرد. سرانجام، آتش توانست ضحاک را پس براند و فره از مهلکه گریخت و به دریای فراخکرد جست و اَپام نپات، ایزد آب‌ها، توانست آن‌ها را به دست آورد (۴۵ تا ۵۱). بندهای ۵۲ و ۵۳ در ستایش این ایزد است. در بندهای ۵۲ تا ۵۴ از موهبت‌هایی سخن رفته‌است که کسی که فره با او باشد، به دست می‌آورد. بندهای ۵۵ تا ۶۴ شرح کوشش افراسیاب برای به دست آوردن فره است. بدین منظور او سه بار بره شده و به دریای فراخکرد رفت ولی هر سه بار ناموفق بود و ناسزاگویان از آن دریا بیرون آمد. در بندهای ۶۵ تا ۶۹ ظاهراً از فره رودخانه هیرمند (یا به تعبیری فره سوشیانس) سخن رفته‌است و در بندهای ۷۰ تا ۷۷ از فره کیفباد و کی اَپیوه و کی کاووس و کی پشین و کی بیارش و سیاوش و کی خسرو یاد شده‌است. در بندهای ۷۸ تا ۸۲ از فره زرتشت و در بندهای ۸۳ تا ۸۷ از فره گشتاسب و در بندهای ۷۸ تا ۸۲ از فره زرتشت و در بندهای ۸۳ تا ۸۷ از فره گشتاسب و در بندهای ۸۸ تا ۹۰ از فره سوشیانس سخن در میان است و در دو بند اخیر توصیفی از پایان جهان و فرشگرد (=کامل شدن جهان در پایان آن) شده‌است. بندهای ۹۱ تا ۹۶ به اَستوت ارته که همان سوشیانس یا آخرین منجی است؛ و ظهور او از دریای کانسه در سیستان و پیروز نیروهای خیر بر شر اختصاص دارد.
زامیاد یشت از زمره یشت‌های بزرگ قدیمی است، که در جای جای آن زبان شاعرانه و حماسی ملاحظه می‌شود، گرچه در متن آن تصحیفات بسیار راه یافته و گاه متن را دشوار کرده‌است. این یشت با سیستان ارتباط بسیار دارد. ذکر قهرمانی گشاسب به تفضیل، برشمردن رودها و دریاچه‌ها و کوه‌های این ناحیه و ظهور سوشانس از آنجا، دال بر صحت این نظر است. احتمالاً تدیون نهایی این یشت در سیستان بوده‌است.
هوم یشت (۲۰)
دارای ۲ بند در ستایش هوم است. یسن نهم را نیز در حقیقت می‌توان یشت خاص هوم به‌شمار آورد.
وَنَند یشت (۲۱)
دارای ۱ بند در ستایش ستاره وَنَند یا نَسر واقع است، که از همکاران تیشتر به‌شمار می‌رود.
ویشتاسپ (گُشتاسب) یشت
متنی است مشتمل بر هشت فرگرد و ۶۵ بند است. در این متن زرتشت چکیده از اصول دین خود را به گشتاسب می‌آموزد، به همان شیوه‌ای که اهوره مزدا در فرگرد نوزدهم وندیداد چنین اصولی را برای زرتشت بیان می‌داد. در این یشت قطعاتی از وندیداد، که غالباً از جهت دستوری پُر از غلط است، نقل گردیده‌است. در آغاز دعای زرتشت به گشتاسب (که تقلیدی از آفرین پیغامبر است) آمده‌است. سپس به وظائف شاه نسبت به روحانیون و حمایت او از دین و رعایا اشاره رفته‌است. آنگاه به اهمیت بعضی آئین‌های دینی اشاره شده و سرانجام شرحی از سرنوشت روان پس از مرگ ذکر گردیده‌است. ویشتاسپ یشت، همانند آفرین پیغامبر زرتشت، احتمالاً متعلق به نَسک دوم از ۲۱ نسک دوره ساسانی به نام وِشتاسپ ساست بوده‌است. ترجمه پهلوی متاخری از هر دو متن در دست است.
وزن یشت‌ها
از آنجا که یشت‌ها حاصل تلفیق اعتقادات پیش از زرتشت و عقاید زرتشتی است، بر حسب مضمون دو گونه اشعار در آن‌ها قابل تشخیص است. اشعاری که در آن‌ها از اعمال ایزدها و قهرمان‌ها و شاه‌های اساطیری با زبانی شاعرانه شخن رفته و در آن‌ها صور خیال و تشبیهات شاعرانه به کار گرفته شده‌است و اشعاری که مشتمل بر دعاها و اذکار دینی است و رنگ زرتشتی دارد. در غالب اشعار دسته اول ابیات هشت هجایی است و در اشعار دسته دوم بیشتر به ابیات هفت هجایی و نه هجایی و غیره برمی‌خوریم؛ بنابراین می‌توان احتمال داد که ابیات یشت‌ها اصولاً هشت هجایی بوده و بعدها بر اثر انتقال شفاهی اوستا از سینه به سینه، در طی قرون و اعصار، سپس به کتابت در آمدنش تغییراتی در تعداد در تعداد هجاها راه یافته‌است. علاوه بر این، تدوین کنندگان نهایی یشت‌ها نیز، که در پی تلفیق عقاید زرتشتی با مطالب آریانای قدیم متعلق به پیش از زرتشت بوده‌اند، گاه نتوانسته‌اند قواعد عروض یشت‌ها را مراعات کنند. احتمال نیز می‌رود که جملات منثور نیز در میان قطعات موزون راه یافته باشد. از این روست که در بخش‌های متاخر یشت‌های قدیمی نیز به بیت‌های غیر هشت هجایی برمی‌خوریم. بررسی و مقایسه دقیق یشت‌ها و اشعار فارسی میانه و پارتی این نظر را که وزن یشت‌ها بر اساس تکیه بوده‌است، تأیید نمی‌کند و نظریه هجایی بودن این سروده‌ها هم چنان به قوت خود باقی است.

### آفرین پیغامبر زرتشت (بلخی)
متن کوتاهی است که در آن از زبان زرتشت به گشتاسب دعا شده و در ضمن آن خصوصیات و صفت‌های شاه‌ها و قهرمان‌های باستانی و ایزدها ذکر گردیده‌است.

## سرگذشت کتاب اوستا و نقل آن به خط اوستایی
بنابر روایتی که در بعضی از کتاب‌های پهلوی آمده‌است، زرتشت به فرمان گشتاسب کتاب اوستا را همراه با تفسیر آن (=زَند) بر روی پوست گاو یا بر الواح زرین نوشت و آن را در گنج شاهی یا خزانه آتشکده سمرقند نهاد. روایت دیگری که احتمالاً بازتاب نظر روحانیان زرتشتی جنوب ایران امروزی است، در کتاب چهارم دینکرد آمده‌است و بر طبق آن دارا پسر دارا (یعنی داریوش سوم ۳۳۶/۵ تا ۳۳۰ پ. م) دستور داد که همه اوستا و زند را در دو نسخه، یکی در خزانه شاهی و دیگری در دز نبشت، نگاه دارند. در روایتی دیگر از دینکرد آمده‌است که به دستور گشتاسب تعلیمات زرتشت به کتابت درآمد و نسخه اصلی آن را در گنج شاهی نهادند و رونویس‌هایی از آن پخش گردید. پس از آن، نسخه‌ای را نیز در دزِ نبشت فرستادند. با آمدن اسکندر نسخه‌ای که در دزِ نبشت بود، به دست یونانی افتاد و آن را به زبان یونانی ترجمه کردند.
بلاش اشکانی (احتمالاً بلاش اول: حدود ۵۱ تا ۷۶/۸۰ م) به نواحی مختلف فرمانی فرستاد که آنچه از اوستا و زند به صورت مکتوب یا شفاهی از گزند در امان بود، نگاه دارند. بعدها اردشیر بابکان (۲۲۶ تا ۲۴۱ م) به راهنمایی توسر (مشهور به تنسر) همه آن تعلیمات پراکنده را به دربار خواست. آنچه معتبر بود، پذیرفت و بقیه را کنار گذاشت. در مرحله بعد، شاپور پسر اردشیر (شاپور اول: ۲۴۱ تا ۲۷۲ م) کتاب‌هایی را، که در اصل منشعب از دین (یعنی کتاب اوستا) بودند، یعنی کتاب مربوط به پزشکی، ستاره‌شناسی، حرکت، زمان، مکان، جوهر، آفرینش، کون، فساد، تغییرِ عَرَض، منطق و دیگر صنایع و فنون در هندوستان و روم و دیگر سرزمین‌ها پراکنده بودند، بازگردآوری کرد و آن‌ها را با دین (=مطالعات کتاب اوستا) تطبیق داد و به دستور او، نسخه‌ای از هرچه در دست بود، به گنج شاهی سپرده شد. بعدها، شاپور پسر هرمز (شاپور دوم: ۳۰۹ تا ۳۷۹ م) دستور داد که، برای اطمینان و ایمان مردم به دین، در مورد اقوال و افکار تحقیق شود؛ و از همین رو، آذرباد مَهرَسپنَدان، رئیس موبدان زمان، متحمل آزمایش دینی شد و بر طبق روایات بر سینه او روی گداخته ریختند و از آزمایش پیروز به درآمد. وی اهل قرق و نحل گوناگون و نیز کسانی که به تحقیق در نسک اوستا می‌پرداختند، از بددینی و انحراف برحذر داشت. خسرو پسر قباد (انوشیروان: ۵۳۱ تا ۵۷۹ م) آگاهی و تفکر دربارهٔ هر گونه بدعت در میان چهار طبقه اجتماعی را افزایش داد. وی بر آن بود که زبان اوستایی از طریق سنت شفاهی و کتاب‌ها و رساله‌ها حاوی مطالب فراوانی است، و از همه روحانیون خواست که به تفکر دربارهٔ اوستا و زند بپردازند و از یافته‌های خود بر دانش مردم جهان بیفزایند. در روایت دیگری، به ارتباط انوشیروان، با سرگذشت کتاب اوستا اشاره شده‌است: مجمعی از موبدان زرتشتی به ریاست وِه شاپور موبدان موبد زمان خسروانوشیروان، بیست یک نَسک اوستا را تعیین کرد و به اتفاق نظر، بر رأی خود مهر نهاد.
از روایات مذکور چنین مستفاد می‌شود که در نظر مؤلفان کتاب‌های پهلوی، که در قرن سوم هجری می‌زیستند، ولی روایات ساسانی را منعکس می‌کردند، صورت مکتوب اوستا و زند و خط آن به خود زرتشت بازمی‌گردد که پس از پراکنده شدن اوستا بر اثر حمله اسکند، چندین شاه ایرانی در زمان‌های گوناگون در صدد جمع‌آوری و تدوین مجدد آن برآمدند. همین نظر را در کتاب‌های عربی و فارسی قرون اولیه اسلامی، که مطالبشان مبتنی بر گفته‌ها و نوشته‌های زرتشتیان است، نیز می‌یابیم. در نامه تنسر آمده‌است که اسکندر کتاب دین (=اوستا) را که بر دوازده هزار پوست نوشته شده بود، در اصطخر (فارس) سوزانید و یک سوم آن در دل‌ها ماند. طبری می‌نویسد که زرتشت کتابی را بر گشتاسب عرضه داشت که ادعا می‌کرد خدا بر او وحی کرده‌است. آن را بر دوازده هزار پوست گاو نوشتند و به صورتی که (نوشته‌ها) بر پوست کنده و با زر منقش شده بود. گشتاسب آن را در محلی در اصطخر به نام دزِ نبشت نهاد و هیربدان را بر آن گماشت و عموم مردم را از فراگیری آن منع کرد. ثعالبی، مسعودی، مقدسی، ابن مسکویه، و ابن بلخی نیز روایتی نظیر آن را آورده‌اند.
آنچه در روایات مذکور دربارهٔ کتابت اوستا به خط اوستایی در زمان زرتشت ذکر شده، افسانه‌آمیز است. از سوی دیگر، از روایات خارجی چنین بر می‌آید که پیروان ادیان دیگر زرتشتیان را دارای کتابی که در زمان زرتشت به کتابت آمده باشد، نمی‌دانستند. در یکی از روایات مانوی نقل شده در کتاب کفالایا آمده‌است: «زرتشت کتاب ننوشت، بلکه شاگردان او پس از مرگش (سخنان او را) به خاطر سپردند و به صورت کتاب‌هایی درآوردند که امروز می‌خوانیم. از این گفته می‌توان استنباط کرد که در قرن سوم میلادی زرتشتیان کتاب‌های دینی داشته‌اند، اما معلوم نیست منظور کدام نوشته هاست. احتمال می‌رود که مقصود از این کتاب‌ها، نوشته‌هایی باشد که از دیرباز در بین‌النهرین به نام زرتشت معروف بوده‌است و نه نوشته‌های خود زرتشت. باسیلیوس (در حدود ۳۷۷ م) گفته مغان کتاب نداشتند… بلکه پسران از پدران خود تعلیم می‌گرفتند؛ بنابراین، هیچ سندی در دست نیست که بر ما روشن سازد که کتاب اوستا پیش آنکه به خط کنونی درآید، به چه خطی مکتوب بوده‌است. اهمیت سنت شفاهی و حفظ آثار دینی به صورت سینه به سینه در ایران، دلالت بر این دارد که کتاب اوستا بیشتر بدین صورت حفظ می‌شده‌است تا به شکل مکتوب. چنان‌که در نامه تنسر نیز آمده‌است که پس از اسکند فقط یک سوم اوستا در دل‌ها مانده بود. حتی از نوشته‌های پهلوی و عربی و فارسی مذکور، که در آن‌ها سخن از اوستای مکتوب شده‌است، چنین استنباط می‌شود که نسخه‌های اوستا کم بوده‌است؛ بنابراین گفته‌ها، فقط ۲ نسخه، یکی در دزِ نبشت، و دیگری در خزانه شاهی، نگهداری می‌شده‌است. در نتیجه، بعید می‌نماید که تا پیش از تدوین اوستا و نگارش آن به خط اوستایی موجود، این کتاب، به صورت مجموعه واحدی به تمام و کمال، به خطی نوشته شده باشد. البته احتمال اینکه در زمان‌هایی (از جمله بلاش اشکانی) کوشش برای کتابت آن شده باشد، منتفی نیست. همچنین بعید نیست که در دوره ساسانی، پیش از آنکه آن را به خط کنونی نوشته باشد، کوشش شده که به خط پهلوی نیز برگردانند.
منظور از جمع‌آوری اوستا به دستور شاهان در زمان‌های گوناگون، ظاهراً گردآوری روایات سینه به سینه بوده‌است. در رساله شگفتی‌های سیستان آمده‌است که نسک‌های اوستا در میان دودمان‌های نیکان (=زرتشتیان) پیوسته بر جای ماند… پس از اسکندر، این نسک‌ها نزد زنان بود و یکی از آن‌ها را به نام بَغ نَسک، جوانی سیستانی به خاطر سپرد و بدین گونه دین (=کتاب دینی) به سیستان بازگشت… جز در سیستان، جاهای دیگر آن را در سینه نسپردند. مسعودی نیز به سنت حفظ سینه به سینه اوستا در سیستان اشاره کرده‌است. حتی پس از به کتابت درآمدن اوستا نیز موبدان آن را از حفظ می‌خواندند. در کتاب دینکرد آمده‌است که: «منطقی است که سخن زنده شفاهی را از آنچه مکتوب است، مهم‌تر به‌شمار آوریم.» و در جای دیگر همین کتاب اشاره شده‌است که اثر مکتوب، صورت کامل نیست. در کتاب‌های پهلوی مکرراً به موبدانی اشاره شده‌است که همه اوستا و ترجمه و تفسیر (=زند) را از حفظ داشته‌اند.
کتاب اوستا تا مدت‌ها اساساً سینه به سینه حفظ می‌شد. احتمالاً در دوره اشکانی در زمان بلاش اول یا در اوایل ساسانی کوشش شد که آن را به خطی از نوع خطوط مشتق از آرامی متداول در ایران، مانند خط پهلوی بنویسند. در این گونه خطوط برای مصوت‌ها در خط عامت خاصی وجود ندارد و گاهی از صامت‌ها برای نشان دادن بعضی مصوت‌ها استفاده می‌شود؛ مثلاً برای ـُ (کوتاه) و اُو (بلند) در خط علامتی نیست و برای ضبط این دو صدا و خصوصاً اُو (بلند) گاهی از حرف واو استفاده می‌شود. علاوه بر آن، این گونه خطوط واحد حروف کافی برای نشان دادن همه صامت‌های اوستایی نیستند. نگارش کلمات اوستایی به خط پهلوی، که گاه گاه در کتاب‌های پهلوی آمده‌است، به خوبی نقص این خط را برای ضبط آواهای کتاب دینی نشان می‌دهد. از این رو، ضبط کتاب اوستا به خطی از این‌گونه بی تردید رضایت بخش نبوده‌است، زیرا موبدان زرتشتی مانند همه روحانیون دیگر معتقد بودند و هستند که کتاب دینی باید با تلفظی درست و با مراعات تجوید خوانده شود. مسلماً هیچ‌یک از خطوط موجود آن زمان نمی‌توانست این نیاز را برآورده سازد؛ بنابراین، موبدان از روی خط پهلوی، که خود از آرامی اقتباس شده بود و به علت اینکه یک حرف نشانه چندین آوا بود ابهام فراوانی داشت، خطی را اختراع کردند و اوستا را با آن نوشتند. در اختراع این خط بسیار دقت و زمان صرف شده‌است و احتمالاً هیئتی از روحانیان و دبیران در آن دست داشتنه‌اند. این دانشمندان برای جلوگیری از هر گونه ابهامی در ضبط اوستا، بر آن شدند که برای هر آوای اوستایی حرف واحدی را در نظر بگیرند و بدین منظور با اعمال تغییراتی در حروف پهلوی، که نشانگر چندین آوا بود، حروف جدیدی را اختراع کردن که هر یک نشانگر یک آوا باشد؛ مثلاً حرف الف پهلوی نشان دهنده چهار آوای ـَ، آ، ه، خ است. مخترعان خط اوستایی این حرف را برای نمایاندن آوای ـَ اوستایی اختصاص دادند و با افزودن دندانه‌ای به آخر آن حرفی را ساختند که نشانگر آوای آ باشد و با افزودن حلقه‌ای بدان حرف ه و با افزودن دنباله‌ای بدان حرف خ اوستایی ایجاد کردند. علاوه بر آن کوشش شد که همه جزئیات و ظرائف تلفظ کلمات با اختراع حروف خاصی نشان داده شود.
خط موجود اوستایی دارای ۵۳ حرف است، ولی از مطالعه نسخه‌های موجود اوستا ۵۸ حرف اوستایی به دست می‌آید که بعضی‌ها در آن‌ها گونه‌های خطی یک حرف هستند و این رفم نزدیک به رقم ۶۰ است که مسعودی برای خط اوستا ذکر کرده‌است. نام این خط در کتاب‌های پهلوی دین دبیریه، به معنی خط دین است که در کتاب‌های عربی به صورت دین دفیریه، دین دبیره و دین دویره ضبط شده‌است. دقیقاً معلوم نیست که در چه تاریخی این خط اختراع و اوستا بدان نوشته شده‌است. از فعالیت دو شاه ساسانی در توجه به دین در منابع پهلوی و عربی سخن رفته‌است، یکی شاپور دوم و دیگری انوشیروان است؛ بنابراین، شاید بتوان تاریخی میان قرن چهارم و ششم میلادی را زمان نگارش اوستا به خط کنونی آن دانست. می‌توان احتمال داد که این کتاب در قرن چهارم میلادی به کتابت درآمده و در قرن ششم میلادی تدوین نهایی یافته باشد. پس از به کتابت درآمدن اوستا باز هم موبدان آن را از حفظ می‌کردند و از بر می‌خواندند و صورت شفاهی را مهم‌تر از متن مکتوب می‌دانستند.
از اوستا نسخه‌های خطی متعددی در دست است، اما هیچ‌یک از آن‌ها به تنهایی متن کامل اوستا را در برندارد. بعضی از نسخه‌های اوستا همراه با ترجمه‌های پهلوی است و ترجمه پهلی زیر هر سطر متن اوستایی نوشته شده‌است. قدیمی‌ترین نسخه اوستایی موجود، نسخه K7 (محفوظ در دانشگاه کپنهاگ) است. این نسخه که به صورت عکسی منتشر شده و فقط ویسپَرَد را دربردارد در سال ۶۳۷ یزگردی برابر با ۱۲۶۸ میلادی (یا ۱۲۸۸ میلادی) است. نسخه‌های قدیمی دیگر از قرن چهاردهم میلادی و در دوره ساسانیان به کتابت درآمده‌اند و نسخه‌های متاخرتر از قرن هفدهم میلادی به بعد در هندوستان استنتاخ شده‌اند. اما از انجامه‌های کاتبان این نسخه‌ها می‌توان به وجود یک نسخه خطی مادر در قرن سوم/چهارم هجری (نهم/دهم میلادی) کتابت شده بوده، پی برد.
اوستای مکتوب زمان ساسانی به صورت سه کتاب بزرگ تدوین شده بود که هر یک شامل هفت بخش بزرگ یا به اصطلاح پهلوی نَسک بود و هر یک از نَسک‌ها نیز به فصل‌ها و اجزاء کوچکتری تقسیم می‌شد. نام سه کتاب بزرگ و ۲۱ نسک اوستای زمان ساسانی به زبان پهلوی با خلاصه‌ای از مطالب آن‌ها به این زبان در کتاب هشتم دینکرد ضبط شده‌است. از نوشته دینکرد بر می‌آید که در زمان دوین این کتاب (قرن سوم) گاه متن اصلی اوستایی و گاه اصل و ترجمه پهلوی بعضی از نسک‌ها از میان رفته بود. نام سه کتاب بزرگ اوستا به زبان پهلوی چنین است: گاهانیگ، هاذگ مانسَریگ و دادیگ. کتاب گاهانیگ مشتمل بر گاهان و تفسیرهای آن، هادگ مانسَریگ مشتمل بر ادعیه و اذکاری بوده که در مراسم دینی خوانده می‌شد و دادیگ مشتمل بر متون فقهی بوده‌است. ترجمه و تفسیر (=زَند) سه نَسک گاهانیک موضوع کتاب نهم دینکرد است. از میان ۲۱ نسک عهد ساسانی، تنها وندیداد (نسک پنجم از نسک‌های دادیگ) است که به صورت کامل در دست است. از ۲۱ نسک اوستای ساسانی در زمان تدوین دینکرد (قرن سوم هجری) هم متن اوستایی و هم ترجمه پهلوی نسک ۱۱ از میان رفته بود و ترجمه پهلوی نسک ۵ نیز در دست نبوده‌است. نسک‌های ۱۵ تا ۱۸ مفصل تر از نسک‌های دیگر شرح شده‌است. ترجمه و تفسیر سه نسک نخستین را در کتاب نهم دینکرد می‌یابیم.

### لاتین
1. ↑  Abestāg
2. ↑  Vištāspa
3. ↑  تفضلی، تاریخ ادبیات آریایی پیش از اسلام، 36.
4. ↑  Varəna
5. ↑  Veda:Yama;Avesta:Yima
6. ↑  Veda:āθβiia;Avesta:āptyá
7. ↑  Aelian
8. ↑  َAvesta:mərəγō saēna
9. ↑  Kauui
10. ↑  Kauui Kuuāta
11. ↑  Kauui Apiuuahu
12. ↑  Kauui Usan
13. ↑  Kauui Aršan
14. ↑  Kauui Pisinah
15. ↑  Kauui βiiaršan
16. ↑  Kauui syāvaršan
17. ↑  Kauui Haosrauuah
18. ↑  spəntodāta
19. ↑  Zairiuuairi
20. ↑  Bastauuairi
21. ↑  Gaiia marətan
22. ↑  Aogemadaēča
23. ↑  dāmdād nask
24. ↑  čihr dād nask
25. ↑  Sūdagar nask
26. ↑  Haoma
27. ↑  θrita
28. ↑  Uruāxšaiia
29. ↑  Paraδāta
30. ↑  Taxma Urupi
31. ↑  Fraŋrasiian
32. ↑  Yima
33. ↑  Vivahvant
34. ↑  θraētaona
35. ↑  kətəsāspa
36. ↑  spitiiura
37. ↑  haptaṇhāiti
38. ↑  Gāθā
39. ↑  hāxiti
40. ↑  Ahunawad
41. ↑  Uštawad
42. ↑  Spantmad
43. ↑  Whhuxšatr
44. ↑  Wahištōišt
45. ↑  Āθwya
46. ↑  θrita
47. ↑  Urwāxšaya
48. ↑  ā airyēmā išyō
49. ↑  Raptīwīn
50. ↑  Vi.daēva.dāta
51. ↑  Daēva.yasna
52. ↑  Mazdayasna
53. ↑  Zaraθuštri
54. ↑  Avesta:Hoajsaoxta
55. ↑  Pahlavi:Hādōxt
56. ↑  Aogemadaēča
57. ↑  Vaeθā
58. ↑  Theme
59. ↑  Anāhita
60. ↑  pāurva
61. ↑  Raņhā
62. ↑  Avesta:Apaoša
63. ↑  Pahlavi:Apōš
64. ↑  Airyāmē Īšyō
65. ↑  Pre-Zoroastrian
66. ↑  Anaĩtis
67. ↑  Vārəγna
68. ↑  daēnā
69. ↑  Hwūwī
70. ↑  Astvat.ereta
71. ↑  Diz ī nibišt
72. ↑  weh šāpūr
73. ↑  basilius
74. ↑  Dēn dibīrīh

### فارسی
1. ↑  تفضلی، تاریخ ادبیات آریایی پیش از اسلام، 35-36.
2. ↑  تفضلی، تاریخ ادبیات ایران پیش از اسلام، 64.
3. ↑  تفضلی، تاریخ ادبیات ایران پیش از اسلام، 36.
4. ↑  زرشناس، میراث ادبی روایی در ایران باستان، ۳۳–۳۴.
5. ↑  زرشناس، میراث ادبی روایی در ایران باستان، ۳۴.
6. ↑  زرشناس، میراث ادبی روایی در ایران باستان، ۳۴.
7. ↑  زرشناس، میراث ادبی روایی در ایران باستان، ۳۴.
8. ↑  زرشناس، میراث ادبی روایی در ایران باستان، ۳۴–۳۵.
9. ↑  زرشناس، میراث ادبی روایی در ایران باستان، ۳۵.
10. ↑  تفضلی، تاریخ ادبیات ایران پیش از اسلام، ۳۵.
11. ↑  تفضلی، تاریخ ادبیات ایران پیش از اسلام، ۳۵.
12. ↑  تفضلی، تاریخ ادبیات ایران پیش از اسلام، 19.
13. ↑  تفضلی، تاریخ ادبیات ایران پیش از اسلام، ۳۵–۳۶.
14. ↑  تفضلی، تاریخ ادبیات ایران پیش از اسلام، ۳۶.
15. ↑  زرشناس، میراث ادبی روایی در ایران باستان، ۳۶.
16. ↑  زرشناس، میراث ادبی روایی در ایران باستان، ۳۷–۳۶.
17. ↑  زرشناس، میراث ادبی روایی در ایران باستان، ۳۷.
18. ↑  زرشناس، میراث ادبی روایی در ایران باستان، ۳۷.
19. ↑  زرشناس، میراث ادبی روایی در ایران باستان، ۳۷.
20. ↑  زرشناس، میراث ادبی روایی در ایران باستان، ۳۷–۳۸.
21. ↑  زرشناس، میراث ادبی روایی در ایران باستان، ۳۸.
22. ↑  تفضلی، تاریخ ادبیات ایران پیش از اسلام، ۳۸–۳۹.
23. ↑  تفضلی، تاریخ ادبیات ایران پیش از اسلام، ۳۹.
24. ↑  تفضلی، تاریخ ادبیات ایران پیش از اسلام، ۳۹.
25. ↑  تفضلی، تاریخ ادبیات ایران پیش از اسلام، ۳۹–۴۰.
26. ↑  تفضلی، تاریخ ادبیات ایران پیش از اسلام، ۴۰.
27. ↑  تفضلی، تاریخ ادبیات ایران پیش از اسلام، ۴۰.
28. ↑  تفضلی، تاریخ ادبیات ایران پیش از اسلام، ۴۰–۴۱.
29. ↑  تفضلی، تاریخ ادبیات ایران پیش از اسلام، ۴۱.
30. ↑  تفضلی، تاریخ ادبیات ایران پیش از اسلام، ۴۱.
31. ↑  تفضلی، تاریخ ادبیات ایران پیش از اسلام، ۴۱–۴۲.
32. ↑  تفضلی، تاریخ ادبیات ایران پیش از اسلام، ۴۲.
33. ↑  زرشناس، میراث ادبی روایی در ایران باستان، ۴۲–۴۳.
34. ↑  زرشناس، میراث ادبی روایی در ایران باستان، ۴۳.
35. ↑  زرشناس، میراث ادبی روایی در ایران باستان، ۴۳.
36. ↑  زرشناس، میراث ادبی روایی در ایران باستان، ۴۳–۴۴.
37. ↑  زرشناس، میراث ادبی روایی در ایران باستان، ۴۴.
38. ↑  زرشناس، میراث ادبی روایی در ایران باستان، ۴۴–۴۵.
39. ↑  زرشناس، میراث ادبی روایی در ایران باستان، ۴۵.
40. ↑  زرشناس، میراث ادبی روایی در ایران باستان، ۴۵–۴۶.
41. ↑  تفضلی، تاریخ ادبیات ایران پیش از اسلام، 37-38.
42. ↑  تفضلی، تاریخ ادبیات ایران پیش از اسلام، 38.
43. ↑  تفضلی، تاریخ ادبیات ایران پیش از اسلام، 38.
44. ↑  تفضلی، تاریخ ادبیات ایران پیش از اسلام، 38.
45. ↑  تفضلی، تاریخ ادبیات ایران پیش از اسلام، 38.
46. ↑  تفضلی، تاریخ ادبیات ایران پیش از اسلام، 38.
47. ↑  تفضلی، تاریخ ادبیات ایران پیش از اسلام، 38.
48. ↑  تفضلی، تاریخ ادبیات ایران پیش از اسلام، 39-40.
49. ↑  تفضلی، تاریخ ادبیات ایران پیش از اسلام، 40.
50. ↑  تفضلی، تاریخ ادبیات ایران پیش از اسلام، 40.
51. ↑  تفضلی، تاریخ ادبیات ایران پیش از اسلام، 40-41.
52. ↑  تفضلی، تاریخ ادبیات ایران پیش از اسلام، 41.
53. ↑  تفضلی، تاریخ ادبیات ایران پیش از اسلام، 41.
54. ↑  تفضلی، تاریخ ادبیات ایران پیش از اسلام، 41.
55. ↑  تفضلی، تاریخ ادبیات ایران پیش از اسلام، 41.
56. ↑  تفضلی، تاریخ ادبیات ایران پیش از اسلام، 41.
57. ↑  تفضلی، تاریخ ادبیات ایران پیش از اسلام، 41.
58. ↑  تفضلی، تاریخ ادبیات ایران پیش از اسلام، 41.
59. ↑  تفضلی، تاریخ ادبیات ایران پیش از اسلام، 41.
60. ↑  تفضلی، تاریخ ادبیات ایران پیش از اسلام، 41.
61. ↑  تفضلی، تاریخ ادبیات ایران پیش از اسلام، 41.
62. ↑  تفضلی، تاریخ ادبیات ایران پیش از اسلام، 41.
63. ↑  تفضلی، تاریخ ادبیات ایران پیش از اسلام، 41.
64. ↑  تفضلی، تاریخ ادبیات ایران پیش از اسلام، 42.
65. ↑  تفضلی، تاریخ ادبیات ایران پیش از اسلام، 42.
66. ↑  تفضلی، تاریخ ادبیات ایران پیش از اسلام، 42.
67. ↑  تفضلی، تاریخ ادبیات ایران پیش از اسلام، 42.
68. ↑  تفضلی، تاریخ ادبیات ایران پیش از اسلام، 42.
69. ↑  تفضلی، تاریخ ادبیات ایران پیش از اسلام، 42.
70. ↑  تفضلی، تاریخ ادبیات ایران پیش از اسلام، 42.
71. ↑  تفضلی، تاریخ ادبیات ایران پیش از اسلام، 42.
72. ↑  تفضلی، تاریخ ادبیات ایران پیش از اسلام، 42.
73. ↑  تفضلی، تاریخ ادبیات ایران پیش از اسلام، 42.
74. ↑  تفضلی، تاریخ ادبیات ایران پیش از اسلام، 42.
75. ↑  تفضلی، تاریخ ادبیات ایران پیش از اسلام، 42.
76. ↑  تفضلی، تاریخ ادبیات ایران پیش از اسلام، 42.
77. ↑  تفضلی، تاریخ ادبیات ایران پیش از اسلام، 42-43.
78. ↑  تفضلی، تاریخ ادبیات ایران پیش از اسلام، 60-61.
79. ↑  تفضلی، تاریخ ادبیات ایران پیش از اسلام، 61.
80. ↑  تفضلی، تاریخ ادبیات ایران پیش از اسلام، 61-62.
81. ↑  تفضلی، تاریخ ادبیات ایران پیش از اسلام، 62.
82. ↑  تفضلی، تاریخ ادبیات ایران پیش از اسلام، 62.
83. ↑  تفضلی، تاریخ ادبیات ایران پیش از اسلام، 62-63.
84. ↑  تفضلی، تاریخ ادبیات ایران پیش از اسلام، 63.
85. ↑  تفضلی، تاریخ ادبیات ایران پیش از اسلام، 63.
86. ↑  تفضلی، تاریخ ادبیات ایران پیش از اسلام، ۴۴.
87. ↑  تفضلی، تاریخ ادبیات ایران پیش از اسلام، ۴۴–۴۵.
88. ↑  تفضلی، تاریخ ادبیات ایران پیش از اسلام، ۴۵.
89. ↑  تفضلی، تاریخ ادبیات ایران پیش از اسلام، 45.
90. ↑  تفضلی، تاریخ ادبیات ایران پیش از اسلام، 45.
91. ↑  تفضلی، تاریخ ادبیات ایران پیش از اسلام، 46.
92. ↑  تفضلی، تاریخ ادبیات ایران پیش از اسلام، 46.
93. ↑  تفضلی، تاریخ ادبیات ایران پیش از اسلام، 46.
94. ↑  تفضلی، تاریخ ادبیات ایران پیش از اسلام، 46.
95. ↑  تفضلی، تاریخ ادبیات ایران پیش از اسلام، 46.
96. ↑  تفضلی، تاریخ ادبیات ایران پیش از اسلام، 47.
97. ↑  تفضلی، تاریخ ادبیات ایران پیش از اسلام، 47.
98. ↑  تفضلی، تاریخ ادبیات ایران پیش از اسلام، 48.
99. ↑  تفضلی، تاریخ ادبیات ایران پیش از اسلام، 47-48.
100. ↑  تفضلی، تاریخ ادبیات ایران پیش از اسلام، 48.
101. ↑  تفضلی، تاریخ ادبیات ایران پیش از اسلام، 48.
102. ↑  تفضلی، تاریخ ادبیات ایران پیش از اسلام، 48.
103. ↑  تفضلی، تاریخ ادبیات ایران پیش از اسلام، 48-49.
104. ↑  تفضلی، تاریخ ادبیات ایران پیش از اسلام، 49.
105. ↑  تفضلی، تاریخ ادبیات ایران پیش از اسلام، 49.
106. ↑  تفضلی، تاریخ ادبیات ایران پیش از اسلام، 49.
107. ↑  تفضلی، تاریخ ادبیات ایران پیش از اسلام، 49.
108. ↑  تفضلی، تاریخ ادبیات ایران پیش از اسلام، 49-50.
109. ↑  تفضلی، تاریخ ادبیات ایران پیش از اسلام، 50-51.
110. ↑  تفضلی، تاریخ ادبیات ایران پیش از اسلام، 51.
111. ↑  تفضلی، تاریخ ادبیات ایران پیش از اسلام، 51.
112. ↑  تفضلی، تاریخ ادبیات ایران پیش از اسلام، 51-52.
113. ↑  تفضلی، تاریخ ادبیات ایران پیش از اسلام، 52.
114. ↑  تفضلی، تاریخ ادبیات ایران پیش از اسلام، 52.
115. ↑  تفضلی، تاریخ ادبیات ایران پیش از اسلام، 52-53.
116. ↑  تفضلی، تاریخ ادبیات ایران پیش از اسلام، 53.
117. ↑  تفضلی، تاریخ ادبیات ایران پیش از اسلام، 53.
118. ↑  تفضلی، تاریخ ادبیات ایران پیش از اسلام، 53.
119. ↑  تفضلی، تاریخ ادبیات ایران پیش از اسلام، 53-54.
120. ↑  تفضلی، تاریخ ادبیات ایران پیش از اسلام، 54.
121. ↑  تفضلی، تاریخ ادبیات ایران پیش از اسلام، 54-55.
122. ↑  تفضلی، تاریخ ادبیات ایران پیش از اسلام، 55.
123. ↑  تفضلی، تاریخ ادبیات ایران پیش از اسلام، 55.
124. ↑  تفضلی، تاریخ ادبیات ایران پیش از اسلام، 55.
125. ↑  تفضلی، تاریخ ادبیات ایران پیش از اسلام، 56.
126. ↑  تفضلی، تاریخ ادبیات ایران پیش از اسلام، 56.
127. ↑  تفضلی، تاریخ ادبیات ایران پیش از اسلام، 56.
128. ↑  تفضلی، تاریخ ادبیات ایران پیش از اسلام، 56.
129. ↑  تفضلی، تاریخ ادبیات ایران پیش از اسلام، 57.
130. ↑  تفضلی، تاریخ ادبیات ایران پیش از اسلام، 57.
131. ↑  تفضلی، تاریخ ادبیات ایران پیش از اسلام، 57.
132. ↑  تفضلی، تاریخ ادبیات ایران پیش از اسلام، 57-59.
133. ↑  تفضلی، تاریخ ادبیات ایران پیش از اسلام، 59.
134. ↑  تفضلی، تاریخ ادبیات ایران پیش از اسلام، 59.
135. ↑  تفضلی، تاریخ ادبیات ایران پیش از اسلام، 59.
136. ↑  تفضلی، تاریخ ادبیات ایران پیش از اسلام، 64.
137. ↑  تفضلی، تاریخ ادبیات ایران پیش از اسلام، 60.
138. ↑  تفضلی، تاریخ ادبیات ایران پیش از اسلام، 64.
139. ↑  تفضلی، تاریخ ادبیات ایران پیش از اسلام، 65.
140. ↑  تفضلی، تاریخ ادبیات ایران پیش از اسلام، 65-66.
141. ↑  تفضلی، تاریخ ادبیات ایران پیش از اسلام، 66-67.
142. ↑  تفضلی، تاریخ ادبیات ایران پیش از اسلام، 67-68.
143. ↑  تفضلی، تاریخ ادبیات آریایی پیش از اسلام، ۶۸–۶۹.
144. ↑  تفضلی، تاریخ ادبیات آریایی پیش از اسلام، ۶۹–۷۰.
145. ↑  تفضلی، تاریخ ادبیات ایران پیش از اسلام، ۷۰–۷۱.
146. ↑  تفضلی، تاریخ ادبیات ایران پیش از اسلام، ۷۱.
147. ↑  تفضلی، تاریخ ادبیات ایران پیش از اسلام، ۷۱–۷۲.